# Bogotá
Bogotá [bo̞ɰo̞ˈta̠] (offiziell Bogotá, Distrito Capital, kurz Bogotá, D.C.) ist die Hauptstadt Kolumbiens und das Verwaltungszentrum des Departamento Cundinamarca. Mit ihren 7,9 Millionen Einwohnern (Stand 2022) im eigentlichen Stadtgebiet und 10 Millionen (Stand 2022) in der Agglomeration ist Bogotá der größte städtische Ballungsraum Kolumbiens und eine der am schnellsten wachsenden Metropolen Südamerikas; sie stand 2015 an 32. Stelle in der Liste der größten Metropolregionen der Welt.
Der Großraum Bogotá bildet den sogenannten Hauptstadtdistrikt (Distrito Capital, abgekürzt D.C.), der direkt der Zentralregierung untersteht und damit einen vergleichbaren Sonderstatus hat wie Washington, D.C. in den USA. Die Stadt ist Verkehrsknotenpunkt sowie wichtigstes Wirtschafts- und Kulturzentrum des Landes.

## Name
Der Name Bogotá stammt von dem einheimischen Wort Bacatá ab. Dies war der Name der Hauptstadt der Zipa-Konföderation der Muisca-Zivilisation. Die Gegend, in der heutzutage die Stadt liegt, war unter dem Namen Muequetá bekannt.
Bogotá hat eine Vielzahl an Namensänderungen hinter sich:
- So war der Ort auch als Thybzacá oder Teusacá bekannt. Daraus entstand der Name des heutigen Stadtteils Teusaquillo.
- Als Jiménez de Quesada 1538 dort einen Militärstützpunkt gründete, gab er dem Ort den Namen Nuestra Señora de la Esperanza.[3]
- Bei der juristischen Gründung 1539 wurde der Name geändert und lautete nun Santafé oder Santa Fe. Die Bezeichnung Santafé de Bogotá war zunächst nicht bekannt, sie setzte sich jedoch durch, um die Stadt von der Vielzahl weiterer Santafés zu unterscheiden. Als Bogotá war während der Kolonialzeit die Siedlung Funza bekannt.[3]
- Nach der Unabhängigkeit von Spanien und der Gründung der Republik wurde die Hauptstadt Bogotá genannt und das ehemalige Bogotá wurde Funza.[3]
- Die im Jahr 1991 erneuerte Verfassung Kolumbiens gab der Stadt wieder den offiziellen Namen Santafé de Bogotá.
- Nach einer Reform der Verfassung im Jahr 2000 wurde der Bestandteil Santafé jedoch wieder gestrichen und der Name zu Bogotá verkürzt.

## Geographie

### Geographische Lage

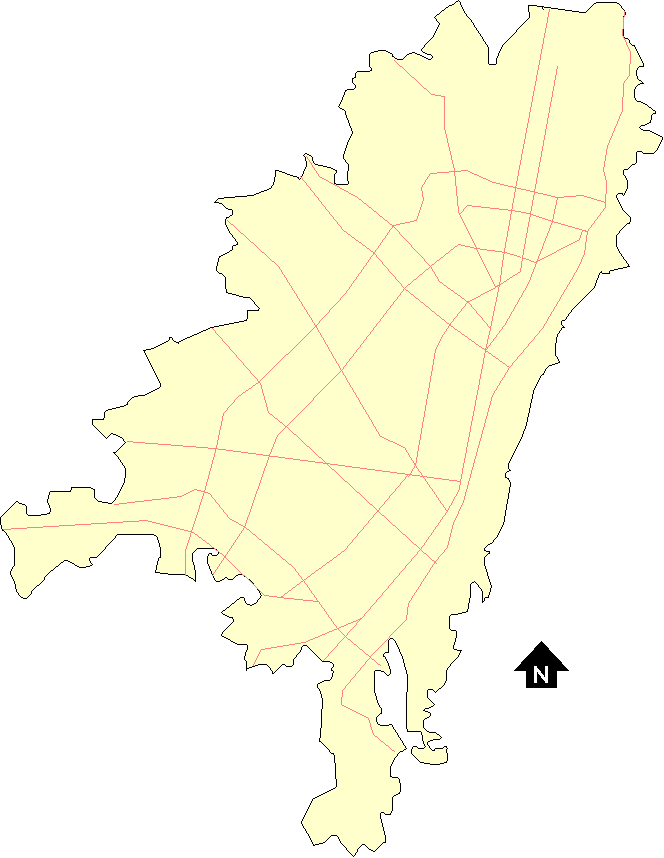
Bogotá und dessen Hauptverkehrsadern

Die Stadt liegt in der fruchtbaren Hochebene Cundiboyacense der Anden, der Sabana de Bogotá, 2640 Meter über dem Meeresspiegel, am Fuß der zwei Kordillerenberge Guadalupe (3317 Meter) und des Monserrate (3152 Meter).
Die Fläche der Stadt beträgt 1775,98 Quadratkilometer. Davon sind 384,3 Quadratkilometer (21,64 Prozent) städtisches Gebiet (área urbana) und 1.391,68 Quadratkilometer (78,36 Prozent) ländliches, überwiegend gebirgiges, Gebiet. Die Metropolregion (span. Área Metropolitana) hat eine Fläche von 4321 Quadratkilometern und schließt neben Bogotá 22 weitere Gemeinden (municipios) in der Umgebung der Hauptstadt ein.
Mehrere Flüsse und Bäche winden sich durch die Stadt, unter anderen der Fluss San Francisco, der sich südwestlich mit dem Río Funza (heute bekannt als Río Bogotá) vereinigt. Der Fluss Funza ist sowohl für seinen 145 Meter hohen Wasserfall, den Salto del Tequendama, als auch für seine extreme Verschmutzung bekannt. Die nahe Umgebung der Stadt ist geprägt von Weiden und Bergwäldern.
Bogotá grenzt im Süden an die Gemeinden Guamal, Cubarral und La Uribe im Departamento del Meta und an Colombia im Departamento del Huila, im Norden an Chía, im Westen an Cota, Funza, Mosquera, Soacha, Pasca, San Bernardo, Arbeláez und Cabrera und im Osten am La Calera, Chipaque, Choachí, Gutiérrez, Ubaque und Une (alle im Departamento Cundinamarca).
Der Suesca-See liegt 60 km entfernt.

### Geologie

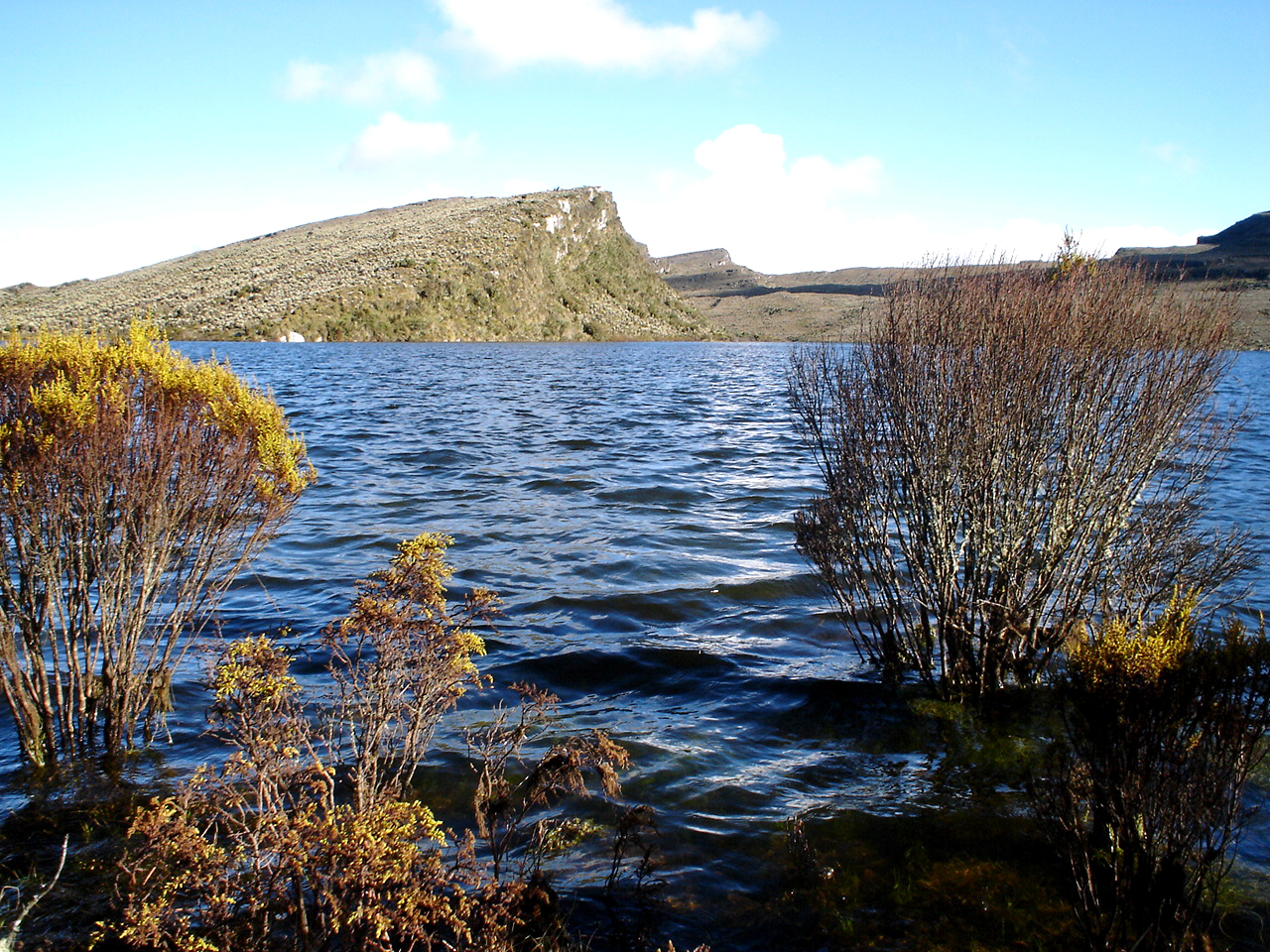
Hochmoor Sumapaz

Die Hauptstadt befindet sich im Gebiet der kolumbianischen Anden. Diese zeigen eine charakteristische Aufspaltung in drei Kordilleren: West-, Zentral- und Ostkordillere. Zwischen sie schieben sich in Fortsetzung der kleineren Hochbecken des südlichen Teils tiefe Längssenken ein, die von Río Magdalena und Río Cauca entwässert werden.
In ihrem oberen Abschnitt werden diese Flüsse von den zum Teil noch vulkanischen Kordillerenketten begleitet, deren Ausläufer sie in Engtälern durchbrechen müssen; im Unterlauf durchziehen sie breite Tiefländer. Sind im Süden die Hochtäler Zentren der Besiedlung, so weiter nördlich die stärker zergliederten Gebirge. Hier liegen auch die für die Wirtschaft des Landes wichtigsten Distrikte mit der Landeshauptstadt Bogotá. Hauptprodukt dieses Gebietes ist der Kaffee. Die Höhengliederung lässt den Anbau sehr vielfältiger Kulturpflanzen zu.
Da sich die Stadt auf der tektonischen Platte von Südamerika befindet, erlebt sie auch hin und wieder Erdbeben. Diese und einige Brände führten in den Jahren 1785, 1827, 1917 und 1948 dazu, dass ein Großteil der Bauten aus der Kolonialzeit nicht mehr erhalten sind.

### Stadtgliederung

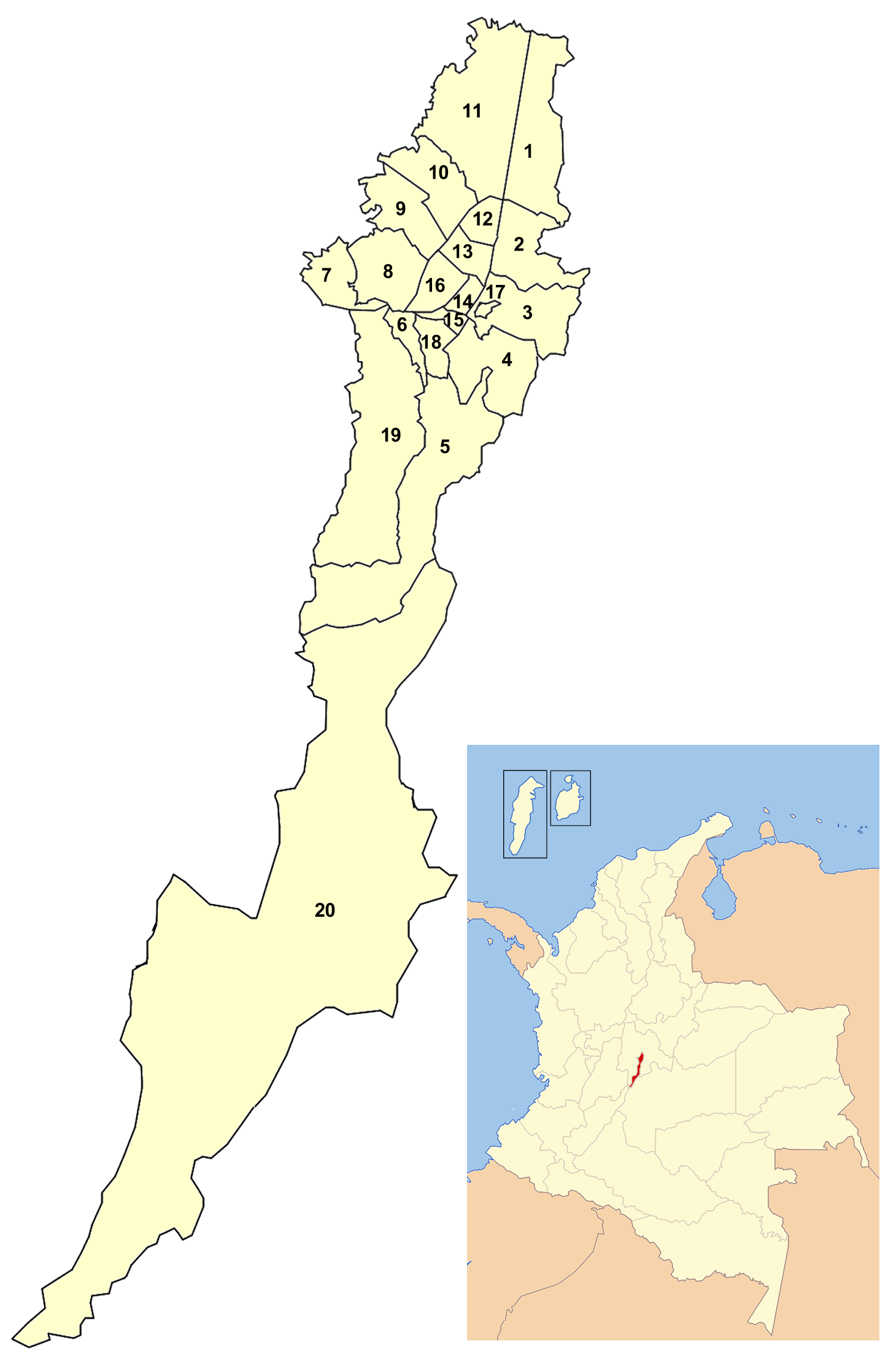
Stadtbezirke Bogotás

Distrito Federal de Bogotá 1861, überlagert auf dem heutigen Distrito Capital de Bogotá

Am 23. Juni 1861 entstand der erste Bezirk um die Hauptstadt, der Distrito Federal de Bogotá, so dass die Stadt zur Residenz des Bundes der damaligen Vereinigten Staaten von Kolumbien werden konnte. Die Grenzen waren die Flüsse Arzobispo (im Norden), Fucha (im Süden), Bogotá (der Westen) und die Cerros Orientales (im Osten). Der Bezirk wurde jedoch im Jahre 1864 abgeschafft und dann wieder dem Hoheitsgebiet des souveränen Staates von Cundinamarca angegliedert.
Im Jahr 1905 wurde die territoriale Aufteilung Kolumbiens neu organisiert und mit dem Gesetz Nr. 17 vom 11. April wurde der Bezirk wieder mit dem Namen Distrito Capital de Bogotá eingeführt. Diese Einteilung wurde 1910 abgeschafft, der Bezirk löste sich erneut auf und wurde wieder eine Gemeinde in Cundinamarca. Die Rechtsverordnung 3640 vom 17. Dezember 1954 schuf den Bezirk Bogotá (Distrito Especial de Bogotá), die unter dem Präsidenten Gustavo Rojas Pinilla am 1. Januar 1955 in Kraft trat.
Durch Verordnung Nr. 7 des Verwaltungsrats von Cundinamarca wurden die dortigen Gemeinden von Bosa, Engativa, Fontibon, Suba, Usaquén und Usme und zusätzlich Sumapaz zu Gemeinden der Stadt. Diese behalten Teilautonomie und in den folgenden Jahren entstehen Bürgermeisterämter, darunter Chapinero, in dem der erste untergeordnete Bürgermeister der Stadt eingeführt wird. Im Jahr 1964 folgte Puente Aranda und 1967 Ciudad Kennedy. Fünf Jahre später wurde der Bezirk in 16 kleinere Gemeinden aufgeteilt. Neue Bürgermeisterämter entstehen in den drei traditionellen Sektoren des Zentrums: Santafé, Teusaquillo und Los Mártires; die Stadtteile Unidos del Norte, Antonio Nariño, San Cristóbal und Tunjuelito, abgeteilt von Usme. 1977 schuf man das Bürgermeisteramt von La Candelaria und im Jahr 1983, aufgrund der Landbesetzungen im Süden, startete die Regierung den Plan Ciudad Bolivar und wurde damit auch Gemeinde.
Die neue Verfassung von 1991 änderte den speziellen Bezirk (distrito especial) in den heutigen Hauptstadtbezirk (distrito capital). Die Gemeinden wurden damit zu Ortschaften/Bezirken. Bogotá gliedert sich seitdem in 20 Stadtbezirke (localidades):
| 1. Usaquén 2. Chapinero 3. Santa Fe 4. San Cristóbal 5. Usme | 1. Tunjuelito 2. Bosa 3. Kennedy 4. Fontibón 5. Engativá | 1. Suba 2. Barrios Unidos 3. Teusaquillo 4. Los Mártires 5. Antonio Nariño | 1. Puente Aranda 2. La Candelaria (Centro Histórico) 3. Rafael Uribe Uribe 4. Ciudad Bolívar 5. Sumapaz |

### Klima
Kolumbien liegt in der tropischen Klimazone. Wegen der großen Höhe über dem Meeresspiegel (über 2600 m) herrscht in Bogotá jedoch ein gemäßigtes Klima mit einer jährlichen Durchschnittstemperatur von 13,3 Grad Celsius. Da Bogotá nahe am Äquator liegt, gibt es keine großen jahreszeitlichen Unterschiede. Das Klima wird von Passatwinden geprägt.
Die jährliche Höchsttemperatur liegt im Mittel bei 16,0 Grad Celsius, die jährliche Tiefsttemperatur im Durchschnitt bei 7,4 Grad Celsius. Die Temperaturen übersteigen nur selten die Grenze von 23 Grad Celsius und können in wolkenlosen Nächten auch den Gefrierpunkt erreichen. Im Januar 2007 wurden Rekordtemperaturen von −8,1 Grad Celsius in der Stadt und −10,8 Grad Celsius im Ballungsgebiet gemessen.
Die jährliche Niederschlagsmenge beträgt 799 Millimeter im Mittel. Der meiste Niederschlag fällt in den Monaten April und Oktober mit durchschnittlich 101 bis 107 Millimeter, der wenigste im Januar mit 29 Millimeter im Mittel. An durchschnittlich 185 Tagen im Jahr fällt Niederschlag.
|                       | Jan  | Feb  | Mär  | Apr  | Mai  | Jun  | Jul  | Aug  | Sep  | Okt  | Nov  | Dez  |   |     |
| Mittl. Tagesmax. (°C) | 16,4 | 16,7 | 16,7 | 16,0 | 16,2 | 15,7 | 14,9 | 15,4 | 15,8 | 15,9 | 16,0 | 16,1 | ⌀ | 16  |
| Mittl. Tagesmin. (°C) | 5,6  | 6,5  | 7,6  | 8,6  | 8,7  | 8,3  | 7,7  | 7,3  | 7,1  | 7,7  | 7,9  | 6,3  | ⌀ | 7,4 |
|                       |      |      |      |      |      |      |      |      |      |      |      |      |   |     |
| Niederschlag (mm)     | 29   | 44   | 66   | 101  | 93   | 54   | 43   | 46   | 72   | 107  | 91   | 53   | Σ | 799 |
|                       |      |      |      |      |      |      |      |      |      |      |      |      |   |     |
| Regentage (d)         | 8    | 11   | 14   | 18   | 20   | 18   | 17   | 16   | 16   | 18   | 17   | 12   | Σ | 185 |

| 5,6 |

| 6,5 |

| 7,6 |

| 8,6 |

| 8,7 |

| 8,3 |

| 7,7 |

| 7,3 |

| 7,1 |

| 7,7 |

| 7,9 |

| 6,3 |

| 5,6 |

| 6,5 |

| 7,6 |

| 8,6 |

| 8,7 |

| 8,3 |

| 7,7 |

| 7,3 |

| 7,1 |

| 7,7 |

| 7,9 |

| 6,3 |

## Geschichte

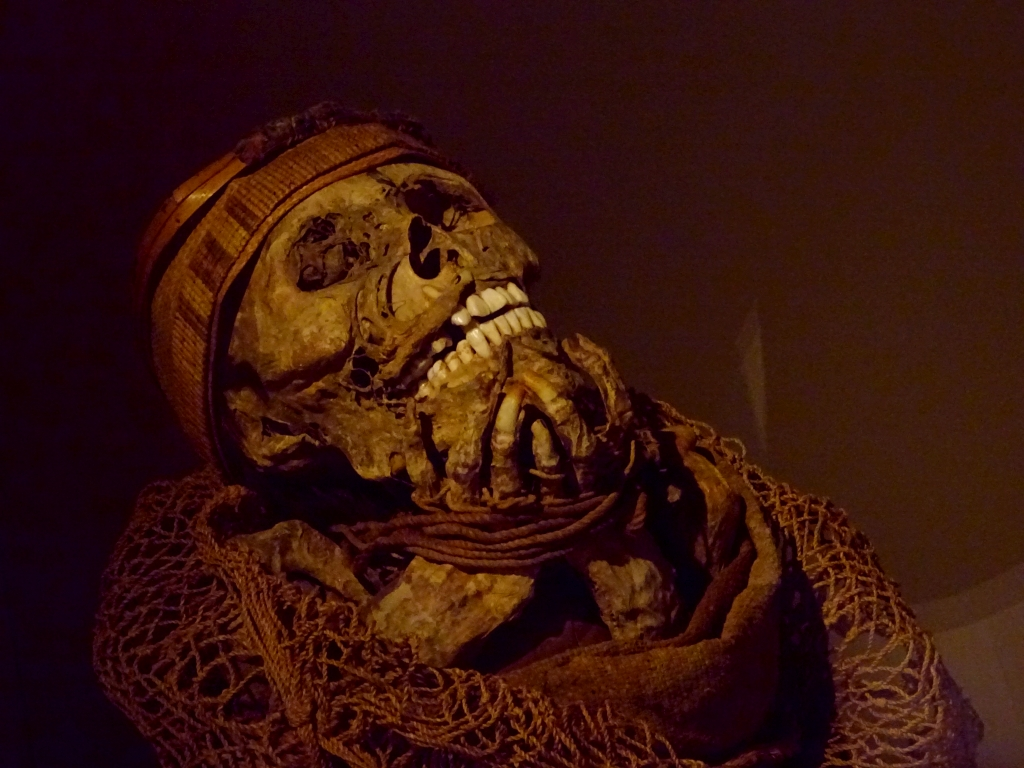
Muisca-Mumie im Goldmuseum, Bogotá

Das Gebiet des heutigen Bogotá wurde zunächst von Gruppen indigener Völker besiedelt, die aufgrund der Verwandtschaft mit den anderen Chibcha-Sprachen nach Süden wanderten; die Bogotá-Savanne war die südlichste Chibcha-sprechende Region, die von Nicaragua bis zu den Anden in Kolumbien existiert. Die von den Muisca errichtete Zivilisation, die in den Tälern und dem fruchtbaren Hochland des Altiplano Cundiboyacense (die heutigen Departements Cundinamarca und Boyacá sowie kleine Teile von Santander) siedelten, war eine der großen Zivilisationen Amerikas. Der Name Muisca-Konföderation steht für eine lose, egalitäre Gesellschaft verschiedener Häuptlinge (caciques), die in kleinen Siedlungen von maximal 100 bohíos lebten. Die auf Ackerbau und Salzgewinnung basierende Gesellschaft des Volkes war reich an Goldverarbeitung, Handel und Mumifizierung. Die Religion der Muisca bestand aus verschiedenen Göttern, die meist mit Naturphänomenen verbunden waren, wie der Sonne (Sué) und ihrer Frau, dem Mond; Chía, dem Regen Chibchacum, dem Regenbogen Cuchavira und mit Bauen und Festen (Nencatacoa) und Weisheit (Bochica). Ihr komplexer Mond-Sonnen-Kalender, der von Manuel Izquierdo auf der Grundlage der Arbeiten von Duquesne entschlüsselt wurde, folgte drei verschiedenen Jahresreihen, in denen die siderischen und synodischen Monate dargestellt wurden. Ihr astronomisches Wissen ist in einem der wenigen erhaltenen Wahrzeichen der Architektur der Muisca in El Infiernito außerhalb von Villa de Leyva im Norden von Bogotá dargestellt.

### Präkolumbianische Ära
Die ersten Menschen, die das heutige Stadtgebiet von Bogotá besiedelten, waren Jäger und Sammler im späten Pleistozän. Die ältesten Belege für menschliche Aktivitäten wurden in El Abra, nördlich von Zipaquirá, entdeckt und auf etwa 12 400 BP datiert. Andere Ausgrabungen in einem Felsunterstand südwestlich der Stadt in Soacha ergaben ein Alter von ~11.000 BP; Tequendama. Seit etwa 0 n. Chr. domestizierte das lokale Volk der Muisca Meerschweinchen als Nahrungsquelle. Das Volk, das im späten 15. Jahrhundert die Sabana de Bogotá bewohnte, waren die Muisca, die Muysccubun sprachen, ein Mitglied der Chibcha-Sprachfamilie. Muisca bedeutet „Volk“ oder „Person“, so dass „Muisca-Volk“, wie sie genannt werden, eine Tautologie ist. Bei der Ankunft der spanischen Konquistadoren schätzte man die Muisca-Bevölkerung auf eine halbe Million Eingeborene in der Savanne von Bogotá und bis zu zwei Millionen in der Muisca-Konföderation. Sie bewohnten das Hochland und die Flanken des milden Klimas zwischen dem Sumapaz-Gebirge im Südwesten und dem schneebedeckten Gipfel des Cocuy im Nordosten und bedeckten ein Gebiet von etwa 25.000 km², das die Hochebene von Bogotá, einen großen Teil des heutigen Departements Boyacá und ein kleines Gebiet in der Region Santander umfasst.
Der Handel war die wichtigste Aktivität der Muisca mit anderen Chibcha-sprachigen Nachbarn, wie den Guane, Lache und U'wa, und mit karibischsprachigen Gruppen wie den Muzo oder „Smaragdmenschen“. Ihr Wissen um die Salzgewinnung aus Salzlake, eine Aufgabe, die ausschließlich den Muisca-Frauen vorbehalten war, brachte ihnen den Namen „Salz Menschen“ ein. Das Volk der Muisca baute hier vor der Eroberung Salz ab, transportierte es in großen Blöcken über weite Strecken und tauschte es gegen Gold und Smaragde ein. Tropische Früchte, die im kühlen Hochland nicht wuchsen, sowie Coca, Baumwolle und Gold wurden auf den Märkten gehandelt, die in jeder Muisca-Woche, also alle vier Tage, stattfanden. Auf diesen häufigen Märkten erwarben die Muisca verschiedene Luxusgüter, die aus heutiger Sicht wertlos erscheinen, sowie Edelmetalle und Edelsteine, die uns wertvoll erscheinen und die im Überfluss vorhanden waren und für verschiedene Zwecke verwendet wurden. Die Kriegerelite der Muisca durfte gefiederte Kronen tragen, die von Papageien und Aras stammten, die im Osten der Anden beheimatet waren; die Arawkan-sprechenden Guayupe, Tegua und Achagua.
Die Küche der Muisca bestand aus einer stabilen und abwechslungsreichen Ernährung mit Knollen, Kartoffeln und Früchten. Mais war die Hauptzutat der Muisca und wurde auf erhöhten und bewässerten Terrassen angebaut. Im Muysccubun gibt es viele Wörter für Mais, Mais und die verschiedenen Arten und Formen von Mais. Das Produkt war auch die Grundlage für Chicha, das alkoholische Getränk des Volkes, das noch heute im Zentrum Bogotás verkauft wird. Es war das Getränk, mit dem der Bau von Häusern, die Ernte und die Aussaat, rituelle Praktiken rund um die verschiedenen heiligen Stätten des Altiplano, Musik und Tänze, der Handel auf besonderen Messen mit weiter entfernt lebenden indigenen Gruppen Kolumbiens und die Einweihung des neuen, hoch angesehenen Mitglieds der Gemeinschaft gefeiert wurden; zipas, zaques, caciques und der religiöse Herrscher iraca aus der Heiligen Stadt der Sonne Sugamuxi.

### Stadtgründung

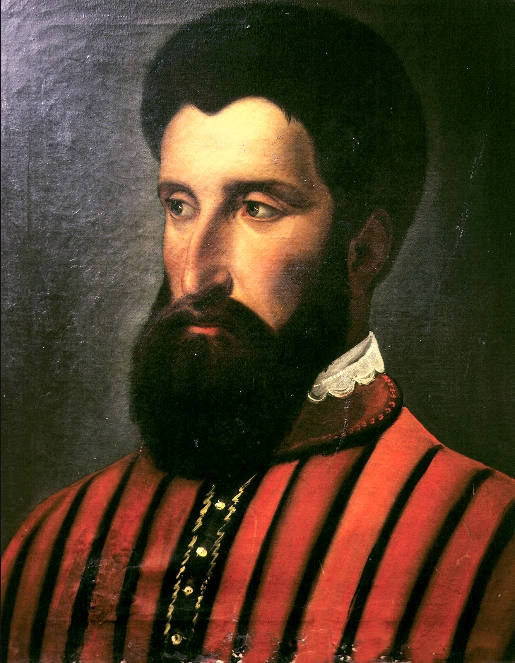
Gonzalo Jiménez de Quesada

Bogotá wurde am 6. August 1538 am Ort der Chibcha-Stadt Bacatá (hochgelegenes Feld) von Gonzalo Jiménez de Quesada offiziell neu gegründet. Er gab ihr den Namen Santa Fe, benannt nach seinem Heimatort Santa Fe in der Nähe der spanischen Stadt Granada. Kurz danach wurde de Bogotá, abgeleitet vom ursprünglichen indianischen Bacatá, angehängt, so dass der endgültige Name der Stadt Santa Fe de Bogotá lautete.
Im selben Jahr erreichte von Süden her auch eine weitere spanische Expedition unter Sebastián de Belalcázar, dem Neugründer von Quito, und von Osten her ein dritter Zug unter dem Welser-Hauptmann Nikolaus Federmann aus Augsburg das Chibcha-Reich und die Hochebene von Bogotá. Sie beanspruchten Rechte, erhielten von Quesada jedoch nur eine Abfindung und verließen die neugegründete Stadt. Quesada gründete die Stadt dann auch formell und juristisch im April 1539 mit Nikolaus Federmann und Sebastián de Belalcázar.

### Kolonialzeit und Republikanische Ära

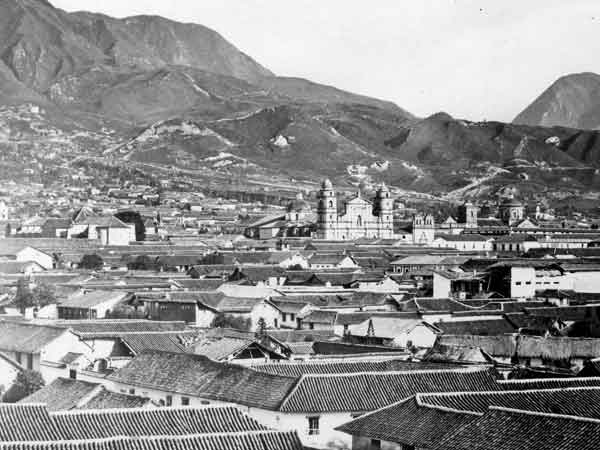
1868

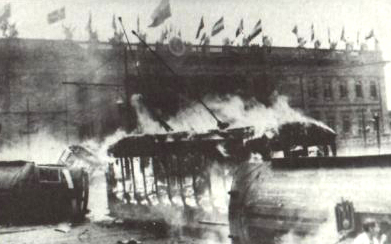
Brennende Straßenbahn vor dem Kongressgebäude während der Bogotazo genannten Unruhen 1948

In der Kolonialzeit war Bogotá die Hauptstadt Neugranadas. Mit Cartagena de Indias war sie die wichtigste Stadt im Territorium des heutigen Kolumbiens. 1801 besuchte Alexander von Humboldt den Biologen José Celestino Mutis in Bogotá.
Unter anderem durch den Einfluss der in der Stadt lebenden einflussreichen Kreolen, entstand dort die kolumbianische Unabhängigkeitsbewegung, die am 20. Juli 1810 die erste Abspaltung von Spanien erreichte. Die Spanier konnten die Territorien wieder erobern; erst 1819 wurde Kolumbien endgültig unabhängig.
Im gleichen Jahr wurde Bogotá die Hauptstadt Großkolumbiens, das sich 1830 in die heutigen Länder Ecuador, Kolumbien (mit der Hauptstadt Bogotá) und Venezuela aufteilte. Die Stadt wurde in den nächsten Jahrzehnten von mehreren Bürgerkriegen heimgesucht. Der einflussreichste Krieg dieser Zeit war der Guerra de los Mil Dias (Krieg der tausend Tage, 1899–1902) zwischen den konservativen und liberalen Parteien.

### Die erste Hälfte des 20. Jahrhunderts
1905 hatte die Stadt 100.000 Einwohner. Im 20. Jahrhundert wuchs Bogotá nicht nur in Hinsicht auf seine Bevölkerung, sondern auch in kultureller Hinsicht, so dass es als das „Athen Südamerikas“ bekannt wurde. 1948 wurde in Bogotá die Organisation Amerikanischer Staaten gegründet; dieses Ereignis wurde durch die Ermordung des populären Präsidentschaftskandidaten der Liberalen Partei Jorge Eliécer Gaitán am 9. April 1948 blutig unterbrochen.
Das war der Anlass für den sogenannten Bogotazo, eine mehrere Tage andauernden Welle der Gewalt. Dabei wurde die Stadt durch aufgebrachte Menschenmassen geplündert. Zu dieser Zeit wohnte der spätere kubanische Staatschef Fidel Castro in Bogotá.
Nach dem Bogotazo entwickelte sich die Stadt deutlich anders. Die wohlhabenden Familien, die bis dahin in der Stadtmitte gelebt hatten, zogen in andere Stadtteile oder nahe gelegene Orte wie Chapinero, El Chicó und Usaquen größtenteils im Norden der Stadt.

### Die 1950er und 1960er Jahre
In der Folge des Bogotazo durchlebte das Land Kolumbien eine Welle der Gewalt nach der anderen. Dies führte dazu, dass die Hauptstadt zum Zufluchtsort von Vertriebenen wurde. Sie wuchs im 20. Jahrhundert von weniger als einer halben auf mehr als sieben Millionen Einwohner.
Während der Militärdiktatur ab 1953 kam es zu einem Ausbau der Stadt Richtung Westen, überwiegend dadurch, dass der internationale Flughafen Aeropuerto Internacional El Dorado zu dieser Zeit gebaut wurde, und dass die Stadt sich wegen der natürlichen Grenze der Berge nicht mehr weiter Richtung Osten ausdehnen konnte. Am 1. Januar 1955 erfolgte die Eingemeindung der Vororte Bosa, Engativa, Fontibon, Suba, Usme und Usaquén nach Bogotá sowie die Gründung des Distrito Especial innerhalb der Provinz Cundinamarca. Die kurze Diktatur wurde 1957 von einer institutionalisierten Koalition zwischen liberaler und konservativer Partei, des sogenannten Frente Nacional (Nationale Front), abgelöst.
1961 besuchte der US-Präsident John F. Kennedy die Stadt im Rahmen des Programms Alliance for Progress („Allianz für den Fortschritt“). Dieses hatte zum Ziel, die lateinamerikanischen Mitglieder der Organisation Amerikanischer Staaten den USA näher zu bringen, da diese die sowjetische Einflussnahme in diesen Staaten nicht gerne sahen. Aus diesem Besuch entstand einer der größten Stadtteile Bogotás, Ciudad Kennedy, der heutzutage mehr als eine Million Einwohner fasst.

### Die 1970er und 1980er Jahre
In den 1970er Jahren wurde die Guerillagruppe M-19 ins Leben gerufen, die die Zukunft der Stadt und des Landes mitprägte. Die Regierung entschied sich, die Casa de Nariño zu bauen, den Sitz des Präsidenten, der ein für die Zeit übliches Beispiel von Luxus inmitten des verarmten Stadtzentrums darstellt. Am 30. April 1984 wurde der Justizminister Rodrigo Lara Bonilla durch die Drogenmafia im Norden der Stadt ermordet. Diese Tat führte zur Konfrontation des Staates mit den Kartellen des Drogenhandels im ganzen Land.
Der 6. November 1985 wurde zum tragischsten Tag in der Geschichte der Stadt seit dem Bogotazo. Die Guerillagruppe M-19 nahm den Justizpalast in Bogotá ein. Die darauf folgenden Auseinandersetzungen und die Wiedereinnahme durch die Staatsmacht kosteten mehrere hundert Menschen das Leben. Am 13. November 1985 brach der Vulkan Nevado del Ruiz aus und seine Schneehaube schmolz durch die Hitze. Dies führte dazu, dass der Fluss Lagunilla über seine Ufer trat und die Stadt Armero unter Tonnen von Schlamm verschüttete. Tausende Menschen kamen in den Schlammfluten um. Bogotá wurde für viele der Überlebenden der Katastrophe zur neuen Heimat.
Bei einem Pilotensuizid kamen im August 1979 vier Menschen zu Tode.

### Die Entwicklung seit 1990

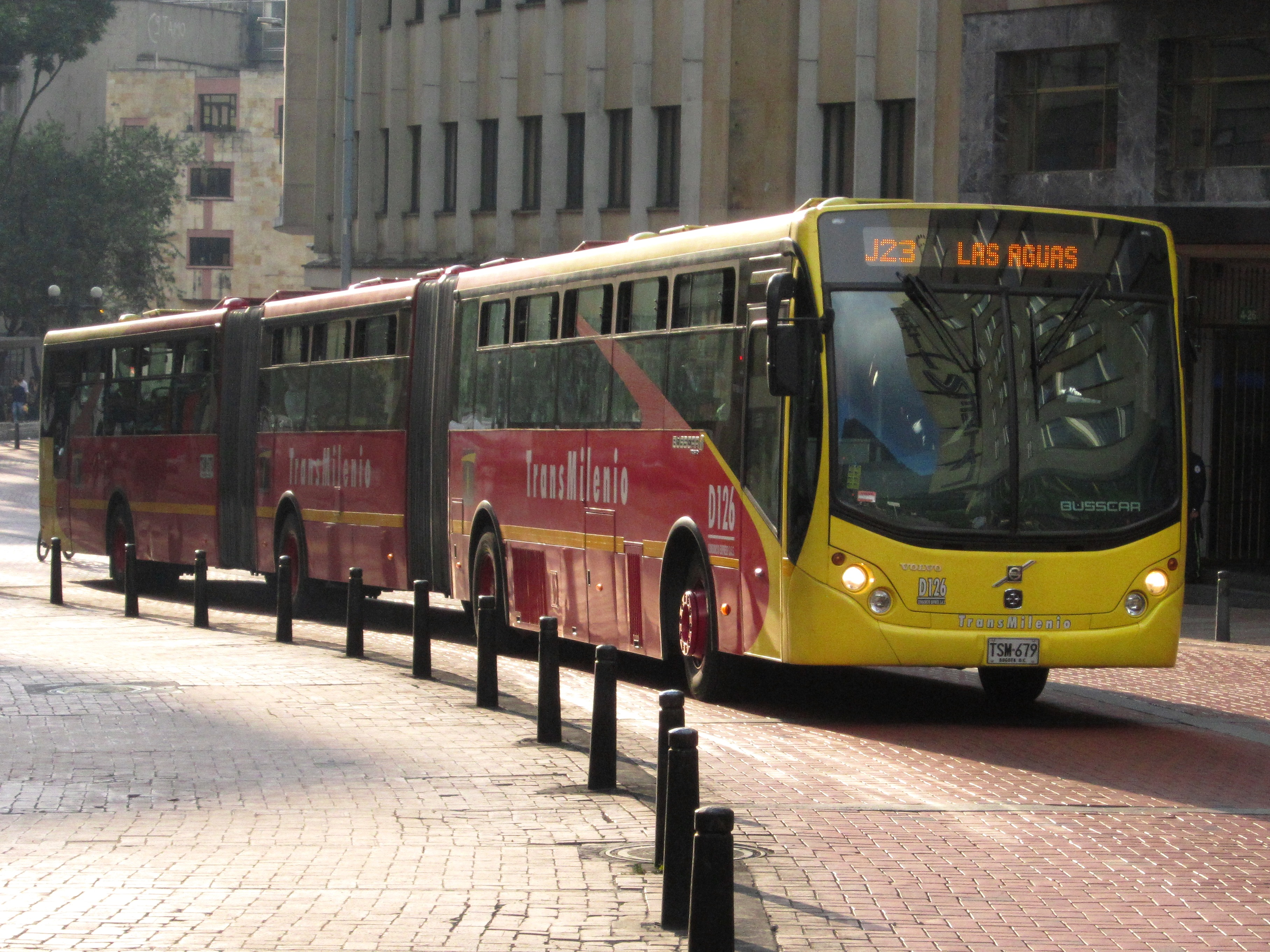
TransMilenio-Bus

Am 5. Juli 1991 erfolgte mit der Eingemeindung des Vorortes Sumapaz nach Bogotá auch die Umbenennung des Distrito Especial in Distrito Capital und dessen Ausgliederung aus der Provinz Cundinamarca. In den 1990er Jahren wurde Bogotá zum Ziel der Drogenkartelle. Es wurden viele Terrorattentate in der Stadt verübt, unter anderen Bomben in Einkaufszentren und dem Hauptgebäude des „DAS“ (des Staatssicherheitsdienstes) gezündet. Diese Attentate rissen Hunderte von Unbeteiligten in den Tod und der Drogenkrieg wurde intensiver. Dieses Jahrzehnt wurde durch den Tod des Drogenbarons Gonzalo Rodríguez Gacha, alias der Mexikaner, durch die Sicherheitsdienste des Staates besiegelt.
Nach der Auflösung des M-19 durch dessen Führer Carlos Pizarro Leóngomez stellte sich dieser als Präsidentschaftskandidat zur Wahl, wurde aber während eines Linienflugs ermordet. Die Stadt änderte sich daraufhin unter dem Einfluss der Bürgermeister Jaime Castro, Antanas Mockus und Enrique Peñalosa. Im Jahre 2000 wurde der Bau des TransMilenio gestartet. Im gleichen Jahr wurde Antanas Mockus zum zweiten Mal Bürgermeister der Stadt, gefolgt von Eduardo Garzon, der 2003 als erster sozialistischer Bürgermeister Bogotás das Amt antrat.

## Bevölkerung

### Einwohnerentwicklung

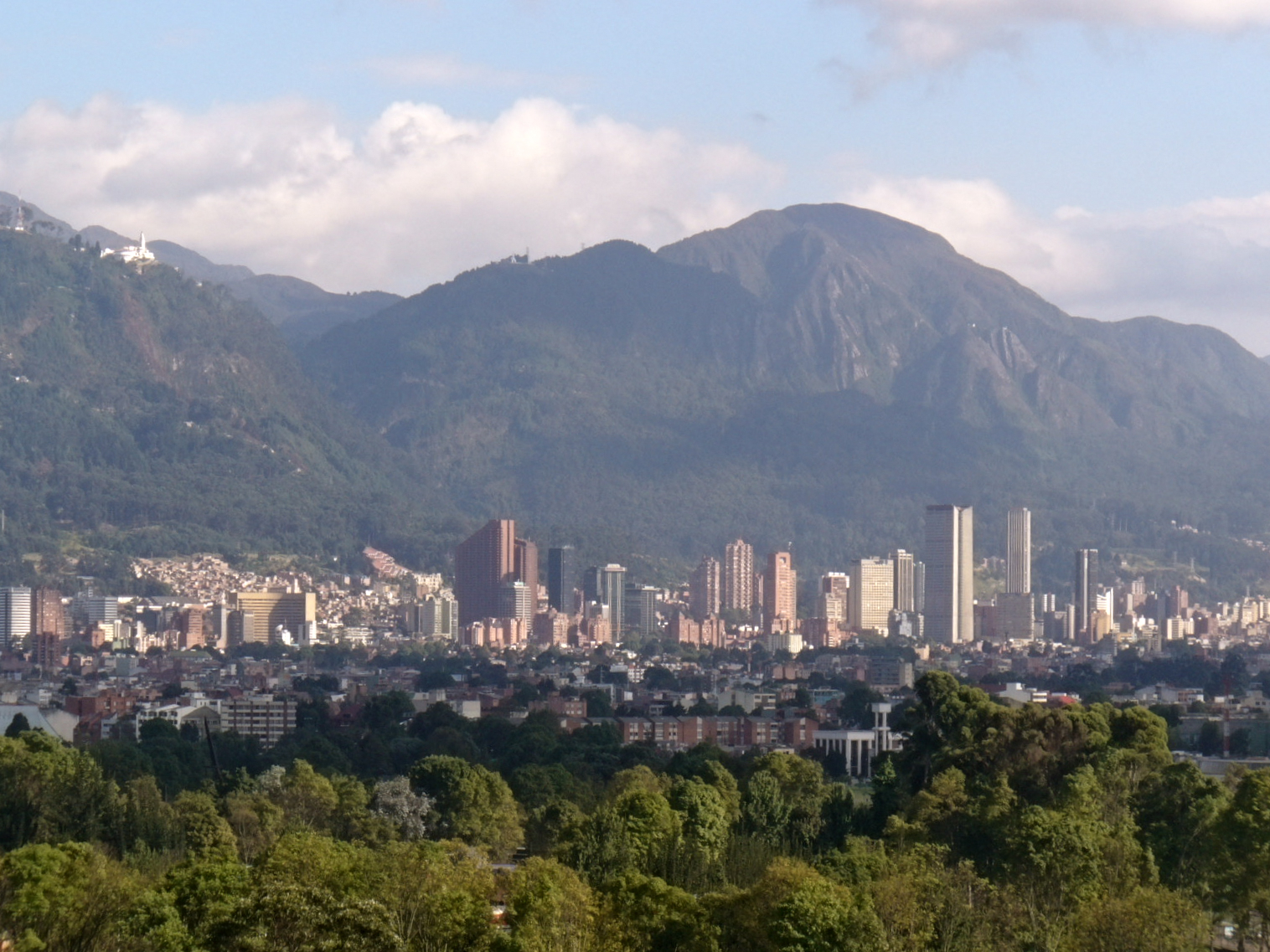
Ausblick zum Monserrate

Bogotá verzeichnet ein rasches Wachstum und die Elendsviertel an seinen Rändern vergrößern sich ständig. Hatte die Stadt 1951 noch 715.000 Einwohner, so hat sich deren Zahl bis 2018 auf 7,4 Millionen mehr als verzehnfacht. Die Landflucht der Bevölkerung ist enorm. Um der Verarmung auf dem Land zu entgehen, ziehen viele Bauern in die Hauptstadt, in der Hoffnung, dort einen Arbeitsplatz und bessere Lebensbedingungen vorzufinden.
Eine Metropole, entstanden aus einer Mischung von Einflüssen der Ureinwohner, der Spanier und der Engländer, und ebenso abwechslungs- und facettenreich: Etwa 68 Prozent der Einwohner sind Mestizen, 20 Prozent Weiße, rund zehn Prozent Schwarze, Mulatten und Zambos, nur noch zwei Prozent Indigenas (Indios). Über 90 Prozent der Bevölkerung ist katholisch. Etwas mehr als 2,4 Prozent der Bevölkerung ab 15 Jahre sind Analphabeten (über acht Prozent im Rest des Landes), wobei 95,5 Prozent der Einwohner unter acht Jahre Schulbildung aufweisen.
Die folgende Übersicht zeigt die Einwohnerzahlen nach dem jeweiligen Gebietsstand. Bei allen Angaben handelt es sich um Schätzungen nationaler Institute und Statistikämter sowie um Volkszählungsergebnisse. Die Einwohnerzahlen beziehen sich auf die eigentliche Stadt ohne den Vorortgürtel.

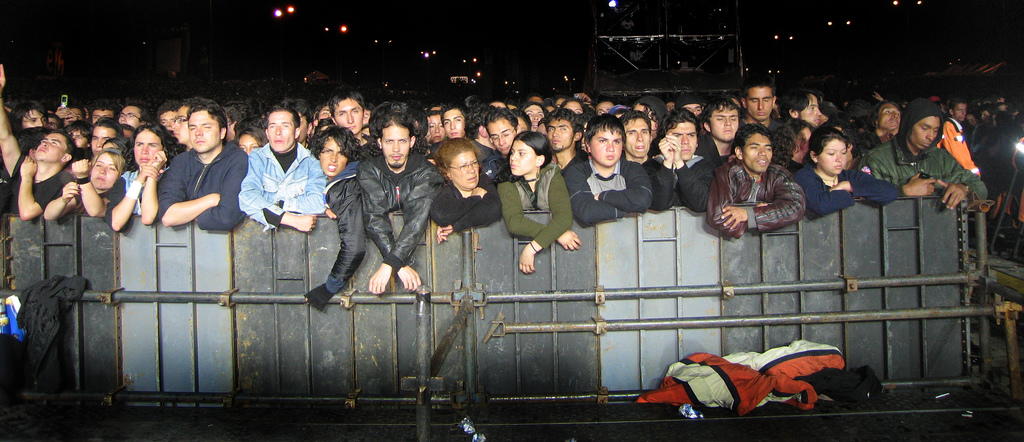
Besucher eines Rockkonzertes in Bogotá

| Jahr | Einwohner |
| ---- | --------- |
| 1538 | 100       |
| 1580 | 1.100     |
| 1666 | 3.000     |
| 1775 | 16.233    |
| 1793 | 17.725    |
| 1801 | 21.394    |
| 1832 | 28.341    |
| 1843 | 40.086    |
| 1870 | 40.883    |
| 1881 | 84.123    |
| 1884 | 95.761    |
| 1905 | 100.000   |

| Jahr | Einwohner |
| ---- | --------- |
| 1918 | 143.994   |
| 1928 | 235.421   |
| 1938 | 330.312   |
| 1951 | 715.250   |
| 1964 | 1.697.311 |
| 1973 | 2.868.123 |
| 1985 | 4.273.461 |
| 1993 | 5.484.224 |
| 1996 | 5.859.861 |
| 2000 | 6.422.198 |
| 2005 | 6.840.116 |
| 2018 | 7.412.566 |

### Soziale Lage der Bevölkerung
Bogotá ist Opfer der Bevölkerungsbewegung aus dem ländlichen Raum in Richtung Stadt auf Grund des seit Jahrzehnten andauernden Bürgerkrieges. Dazu kommt die anhaltend schlechte Lage der Wirtschaft seit den 1990er Jahren. So entstanden an der Peripherie zahlreiche Elendsviertel, in denen heute ein großer Teil der Bevölkerung lebt. Städtebaulich handelt es sich dabei um Marginalsiedlungen. Viele der älteren Siedlungen befinden sich trotz fehlender wichtiger Infrastrukturen (zum Beispiel Leitungswasser) gegenwärtig in einem Prozess der allmählichen Konsolidierung.
Die politische und wirtschaftliche Entwicklung spiegelt sich in erhöhten Armutsquoten der Stadt wider. Diese zeigt sich auch im Stadtbild. Auch nahe dem Zentrum gibt es Elendsviertel mit hohen Raten von Drogenkonsum und Kriminalität, zum Beispiel das Viertel „El Bronx“. An vielen Ampeln sieht man Bettler und Verkäufer. Die hier entstandenen Motochorros sind ein „Exportschlager“ geworden. Die Wohngebiete im Norden der Stadt gelten als vornehm und reich, die Stadtviertel im Süden als unsicher und arm. Bogotá hat außerdem eine hohe Arbeitslosigkeit, und der Anteil der Bevölkerung, der sich nicht die notwendigen Nahrungsmittel leisten kann, stieg von knapp sieben Prozent 1997 auf 14,9 Prozent im Jahre 2000.
| Prozentualer Anteil an Personen oder Haushalten, deren Einkommen unter dem festgelegten Grundwarenkorb liegt | Prozentualer Anteil an Personen oder Haushalten, deren Einkommen unter dem festgelegten Grundwarenkorb liegt | Prozentualer Anteil an Personen oder Haushalten, deren Einkommen unter dem festgelegten Grundwarenkorb liegt | Prozentualer Anteil an Personen oder Haushalten, deren Einkommen unter dem festgelegten Grundwarenkorb liegt | Prozentualer Anteil an Personen oder Haushalten, deren Einkommen unter dem festgelegten Grundwarenkorb liegt | Prozentualer Anteil an Personen oder Haushalten, deren Einkommen unter dem festgelegten Grundwarenkorb liegt |
| [ 34 ] | 1997 | 1998 | 1999 | 2000 | 2013 |
| --- | --- | --- | --- | --- | --- |
| Kolumbien | 51,53 | 50,9 | 53,8 | 59,8 | 30,6 |
| Bogotá | 35,08 | 36,57 | 43,5 | 49,6 | 10,2 |

### Religionen und Weltanschauungen
Bogotá ist Sitz eines römisch-katholischen Erzbischofs. Im Jahr 2003 errichtete Papst Johannes Paul II. drei Suffraganbistümer aus dem Territorium des Erzbistums Bogotá, die ebenfalls auf dem Stadtgebiet liegen: Engativá, Fontibón und Soacha. Bedeutendste Kirche der Stadt ist die Kathedrale des Erzbistums, die Catedral Basílica Metropolitana de la Inmaculada Concepción de Bogotá.
Unter den evangelischen Strömungen ist besonders die Pfingstbewegung verbreitet.

## Politik

### Stadtregierung

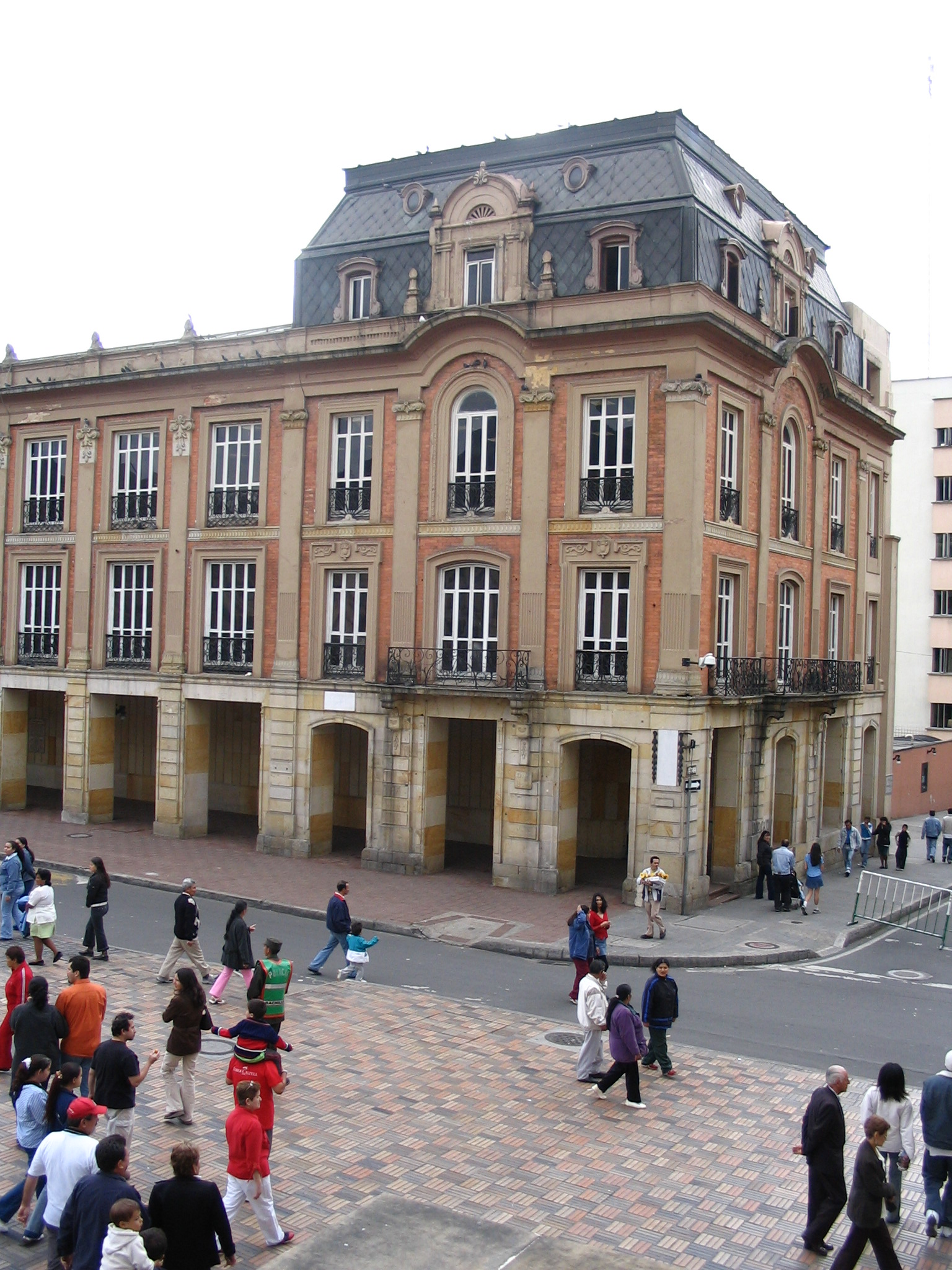
Rathaus

Die Stadtregierung von Bogotá (Alcaldía de Bogotá) besteht aus dem Oberbürgermeister (Alcalde Mayor) und einem 45-köpfigen Stadtrat (Concejo de Bogotá). Diese werden für vier Jahre gewählt.
Die Stadtregierungen der letzten Dekade beschäftigten sich verstärkt mit der Verbesserung der sozialen Lage, des Gemeinschaftslebens und der Infrastruktur in der Hauptstadt.
Antanas Mockus, der von 1995 bis 1996 sowie 2001 bis 2003 Oberbürgermeister war, bildete eine Stadtregierung, die in den wichtigsten Posten aus Akademikern statt aus Politikern bestand. Er sanierte die Finanzen der Hauptstadt, indem er Mittel erst dann freigab, wenn sie tatsächlich bereitgestellt waren. Obwohl viele seiner Methoden unpopulär waren, wie zum Beispiel die Kraftstoffbesteuerung, gewann er die Bürger für sich. Durch das Verbot von Pyrotechnik, vor allem aber durch das Sozialprojekt La hora zanahoria (eine Art Sperrstunde), erreichte er eine Verringerung der hohen Zahl an Todesfällen. Die hora zanahoria erwies sich seine populärste Regelung. Im Ausland bekannt wurde er durch die Maßnahme, Autofahrer mittels Pantomimen zur Einhaltung der Straßenverkehrsordnung zu erziehen. Ebenfalls erfolgreich war seine Kampagne zum freiwilligen Wassersparen.
Bei den Stadtrats- und Bürgermeisterwahlen am 26. Oktober 2003 gewann der Kandidat der linken Sammelbewegung Unabhängiger Demokratischer Pol (Polo Democratico Independiente, PDI), Luis Eduardo Garzón (Spitzname Lucho). Er ist ein früherer Aktivist der Ölarbeitergewerkschaft und Mitbegründer des PDI. Mit rund 47 Prozent der Stimmen gewann er gegen den (von Präsident Álvaro Uribe Vélez unterstützen) Journalisten Juan Lozano. Dieser erreichte 40 Prozent der Stimmen.
Bei den Regionalwahlen 2007 konnte sich erneut ein Politiker des Polo Democráticos durchsetzen. Samuel Moreno Rojas gewann die Wahlen mit 43,7 Prozent der Stimmen. Der vom rechten Präsidenten Uribe unterstützte Enrique Peñalosa erreichte 28,15 Prozent. Moreno übernahm am 1. Januar 2008 das Amt des Bürgermeisters von Luis Eduardo Garzón. Moreno wurde im Mai 2011 wegen massiver Korruptionsvorwürfe seines Amtes enthoben.
Von Anfang 2016 bis Ende 2019 war Enrique Peñalosa vom Equipo por Bogotá und Cambio Radical Bürgermeister von Bogotá. Ihm folgte zum 1. Januar 2020 Claudia López Hernández im Amt. Sie gewann die Bürgermeisterwahl am 27. Oktober 2019 für die Alianza Verde.

### Städtepartnerschaften
Bogotá unterhält mit folgenden Städten Partnerschaften:
| - Asunción, Paraguay - Brasília, Brasilien - Buenos Aires, Argentinien - Caracas, Venezuela - Guatemala-Stadt, Guatemala - Havanna, Kuba - La Paz, Bolivien - Lima, Peru - Lissabon, Portugal - London, Vereinigtes Königreich - Los Angeles, Vereinigte Staaten | - Madrid, Spanien - Managua, Nicaragua - Mexiko-Stadt, Mexiko - Medellín, Kolumbien - Barranquilla, Kolumbien - Miami, Vereinigte Staaten - Montevideo, Uruguay - New York City, Vereinigte Staaten - Panama-Stadt, Panama - Quito, Ecuador - Rio de Janeiro, Brasilien | - Rosario, Argentinien - San José, Costa Rica - San Juan, Puerto Rico - San Salvador, El Salvador - Santiago de Chile, Chile - Santo Domingo, Dominikanische Republik - Seoul, Südkorea - Ottawa, Kanada - Tegucigalpa, Honduras - Tokio, Japan |

## Kultur und Sehenswürdigkeiten

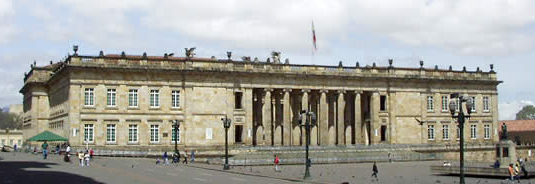
Kongress der Republik Kolumbien

### Theater
Die Theater der Hauptstadt bieten eine Vielzahl von Ballett-, Opern- und Theateraufführungen, sowie Musikdarbietungen. Bekannte Orchester der Stadt sind das Orquesta Sinfónica Nacional de Colombia, das Orquesta Filarmónica de Bogotá und das Symphonische Blasorchester „Santafé de Bogotá“. Zu den wichtigsten Theatern in Bogotá gehören das Teatro Nacional (Nationaltheater), das Teatro „Jorge Eliécer Gaitán“ (Theater der Stadt Bogotá), das Teatro Colón (Kolumbus-Theater) und das Teatro „La Candelaria“.
Besonders das von Santiago García geleitete Theater „La Candelaria“ prägte auf dem lateinamerikanischen Kontinent das Prinzip der „Creación Colectiva“, bei dem die Schauspieler ein Theaterstück und dessen Inszenierung in einem kollektiven Prozess entwickeln. Diese Arbeitsmethode ist mit der Intention entstanden, aus der Ablehnung der Dominanz kultureller Einflüsse Europas und Nordamerikas eine eigenständige Theaterform und -geschichte zu schaffen.

### Museen
Bogotá bietet über 58 Museen und 62 Galerien. Neben dem Nationalmuseum und dem Museo de Arte Colonial gehört das 1938 eröffnete Museo del Oro zu den wichtigsten Museen der Stadt. Es beherbergt mit 38.000 Exponaten die weltweit wichtigste Sammlung präkolumbischer Goldkunstwerke. In einem 360-Grad-Schaufenster sind mehrere Tausend goldene Sonnen, Pflanzen und Tierfiguren, die im Dunkeln leuchten, in künstliche Landschaften eingebettet. Viele der Exponate stammen von der sogenannten Eldorado-Lagune von Guatavita. Dort fanden die Konquistadoren im Jahre 1560 zahlreiche Tierarten aus Gold: Affen, Fische, Kröten und auch einen Kaimane.
Interessant ist auch das Museum im Kloster von Santa Clara. Die zwischen 1619 und 1630 im Stile der Spätrenaissance erbaute alte Kirche der Klarissen ist zwar außen ein fast schmuckloser Bau, im einschiffigen Inneren jedoch ist sie mit einer üppigen barocken Pracht ausgestattet: vergoldete Hochaltäre, Gemälde der einheimischen Barockmaler Baltazar de Figueroa (1580–1667) und Gregorio Vázquez de Arce y Ceballos (1638–1711) und darüber eine gewölbte Decke aus leuchtenden Blattgoldornamenten.
Im Museo Botero sind außer einer Vielzahl von Werken von Fernando Botero auch die anderer Künstler wie Pablo Picasso, Joan Miró, Edgar Degas und Claude Monet zu sehen. Weitere bedeutende Museen in Bogotá sind das Museo de Arte Moderno de Bogotá, das Museo Nacional de Colombia, das Museo de Arte Colonial, die Quinta de Bolívar, das Museo de los Niños de Bogotá und das Museo de Arte de la Universidad Nacional de Colombia.

### Bauwerke
Bogotá ist traditionell ein wichtiges Zentrum für Kunst und Kultur im nördlichen Südamerika.
La Candelaria, die Altstadt Bogotás, mit ihren historischen Gebäuden und Plätzen, ist von historischem, kulturellem und touristischem Wert. Um die Plaza Bolívar sind viele öffentliche Gebäude sowie Kirchen angesiedelt. Das kulturelle Leben wurde von drei großen katholischen Orden – den Dominikanern, Franziskanern und den Jesuiten – entscheidend geprägt. Diese drei Orden prägten auch die städtische Architektur, indem sie zahlreiche Kirchen und Klöster bauten.
Die monumentale Plaza Bolívar ist von drei großen Gebäudekomplexen dominiert: von der 1823 vollendeten klassizistischen Kathedrale mit der angeschlossenen „Capilla del Sagrario“, dem „Capitolio Nacional“ mit einer mächtigen Säulenhalle und der „Alcaldía de Bogotá“. Beide Paläste sind im Stil des Klassizismus erbaut, wobei letzterer deutlich den französischen Einfluss zeigt. Auf dem in der Nähe gelegenen Monserrate-Hügel befindet sich der Schrein von Monserrate.

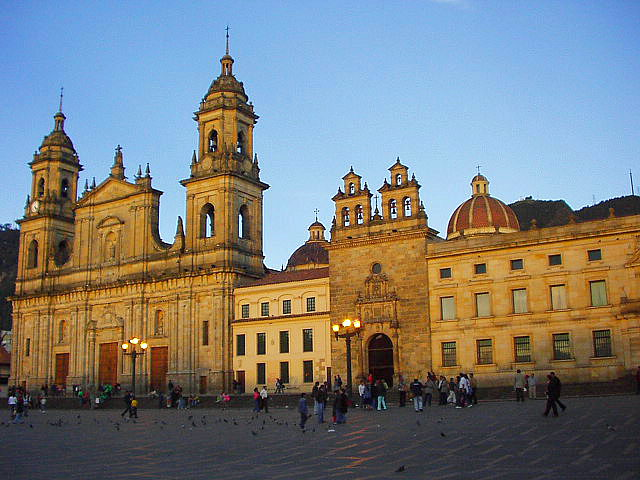
Kathedrale an der Plaza Bolívar

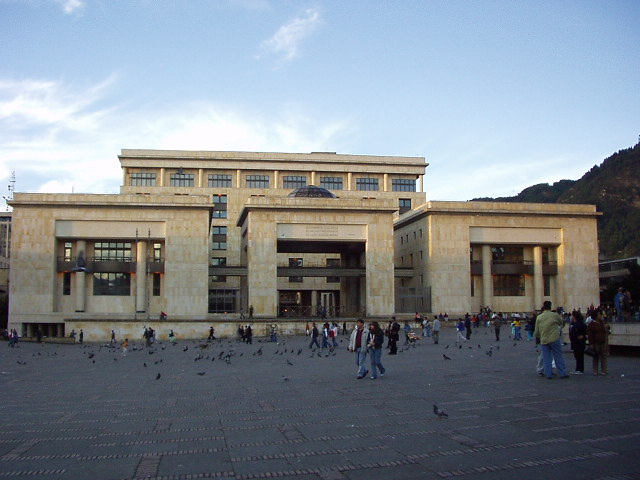
Justizpalast und die Plaza Bolívar

Der Betonbau des Justizpalasts, der die Nordseite der Plaza Bolívar einnimmt, erinnert daran, dass sich dort 1985 dramatische Szenen abgespielt haben. Denn der frühere Justizpalast war in einer spektakulären Aktion von Guerilleros besetzt worden, die sich dort mit mehreren Geiseln verschanzten, woraufhin der Palast derart zerschossen wurde, dass ein Neubau an gleicher Stelle errichtet wurde.
Hinter dem Erzbischofspalast an der Calle 10 liegt die barocke Jesuitenkirche San Ignacio. In der Anfang des 17. Jahrhunderts nach Plänen des Architekten Juan Bautista Colochini erbauten Kirche befindet sich ein mit verschiedenen Fresken und vergoldeten Altären ausgestatteter dreischiffiger Innenraum. In den Räumen des nahegelegenen Jesuitenklosters ist heute das „Museo de Arte Colonial“ eingerichtet worden.
Sehenswert ist auch die 1594 fertiggestellte Kirche San Francisco. Sie wurde in einem typischen, gemischten Sevillaner Stil zwischen Mudéjar und Renaissance errichtet und später barockisiert. Innen befindet sich ein 1622 erbauter halbkreisförmiger Hochaltar, der den ganzen Chor einnimmt und über diesem ein holzgeschnitztes Dachgewölbe im Mudéjarstil. Die Kirche beherbergt mehrere Gemälde des spanischen Barockmalers Francisco de Zurbarán (1598–1664) und des einheimischen Malers Gregorio Vasquez de Arce y Ceballos, einem Schüler des Sohnes von Bartolomé Esteban Murillo (1617–1682), der nach Bogotá auswanderte.
Nebst Parks und Radwegen hat Bogotá auch neue und große Bibliotheken gebaut sowie unzählige öffentliche Gebäude und Schulen renoviert oder neu erstellt. An der Architekturbiennale von Venedig 2006 ist die Stadt für ihre Bemühungen, sich lebenswerter zu machen, mit dem Goldenen Löwen ausgezeichnet worden.
In Zipaquirá, 25 Kilometer nördlich von Bogotá, befindet sich in der Sabana de Bogotá eine einzigartige unterirdische Salz-Kathedrale, die zu den größten der Welt gehört.

### Parks

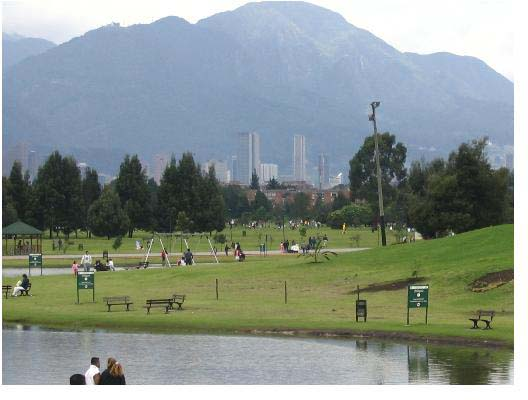
Simón-Bolívar-Park

Sehenswert sind der Simón-Bolívar-Park (Parque Metropolitano Simón Bolívar), einer der größten städtischen Parks der Welt, der Botanische Garten (Jardín Botánico) mit dem Sitz des Sportministeriums Coldeportes und der Nationalpark (Parque Nacional), Ort zahlreicher kultureller Veranstaltungen.
Im El Tunal-Park werden jeden Sommer Festivals der lateinamerikanischen Rockmusik veranstaltet und im Parque del Chicó befindet sich ein im kolonialen Stil erbautes Museum. Weitere bedeutende Parks in Bogotá sind der Parque Sauzalito, der Parque La Florida, der Parque San Andrés, der Parque Tunal, der Parque Timiza und der Parque Tercer Milenio.
Außerhalb der Stadt einen Besuch wert ist der Salto del Tequendama (Tequendama-Wasserfall), der durch eine Felsenschlucht in den 145 Meter darunter liegenden Dschungel der Anden herabstürzt. Etwa 30 Kilometer nordöstlich des Stadtzentrums liegt der Guatavita-See.
Der Ort war früher ein Zentrum religiöser Zeremonien der indigenen Muisca, bei denen Gold im Mittelpunkt stand und die nach der Überlieferung den Ursprung der Legende von „Eldorado“ bilden. So wurden verschiedene Goldgegenstände und Edelsteine dem Sonnengott im dortigen Bergsee geopfert. Die spanischen Konquistadoren haben 1560 versucht, den See trockenzulegen und einen v-förmigen Eingang in den Kraterrand geschlagen. Dem Versuch war allerdings kein Erfolg beschieden.
Etwa 20 km südlich von Bogotá befindet sich der Parque Natural de Chicaque, zwischen 2720 m und 2100 m Höhe gelegen, mit einer Fläche von etwa 300 Hektar. Ein System von Wanderwegen mit etwa 15 km Gesamtlänge durchzieht diesen in der sogenannten Nebelwaldzone gelegenen Naturpark, der hoch über dem Nordufer des Río Bogotá liegt.

### Fußgängerzonen
Seit September 2006 sind die Calles 10a und 11 von der Carrera 3a bis zur 10a von 9 Uhr bis 19 Uhr nur noch für Fußgänger freigegeben. Somit sind 43 Gebäude und Monumente auf dieser Strecke besonders für Touristen attraktiv geworden. Diese Straßen gehören zum Altstadtkern und sind daher gerade durch die spanische Architektur geprägt.

### Sport

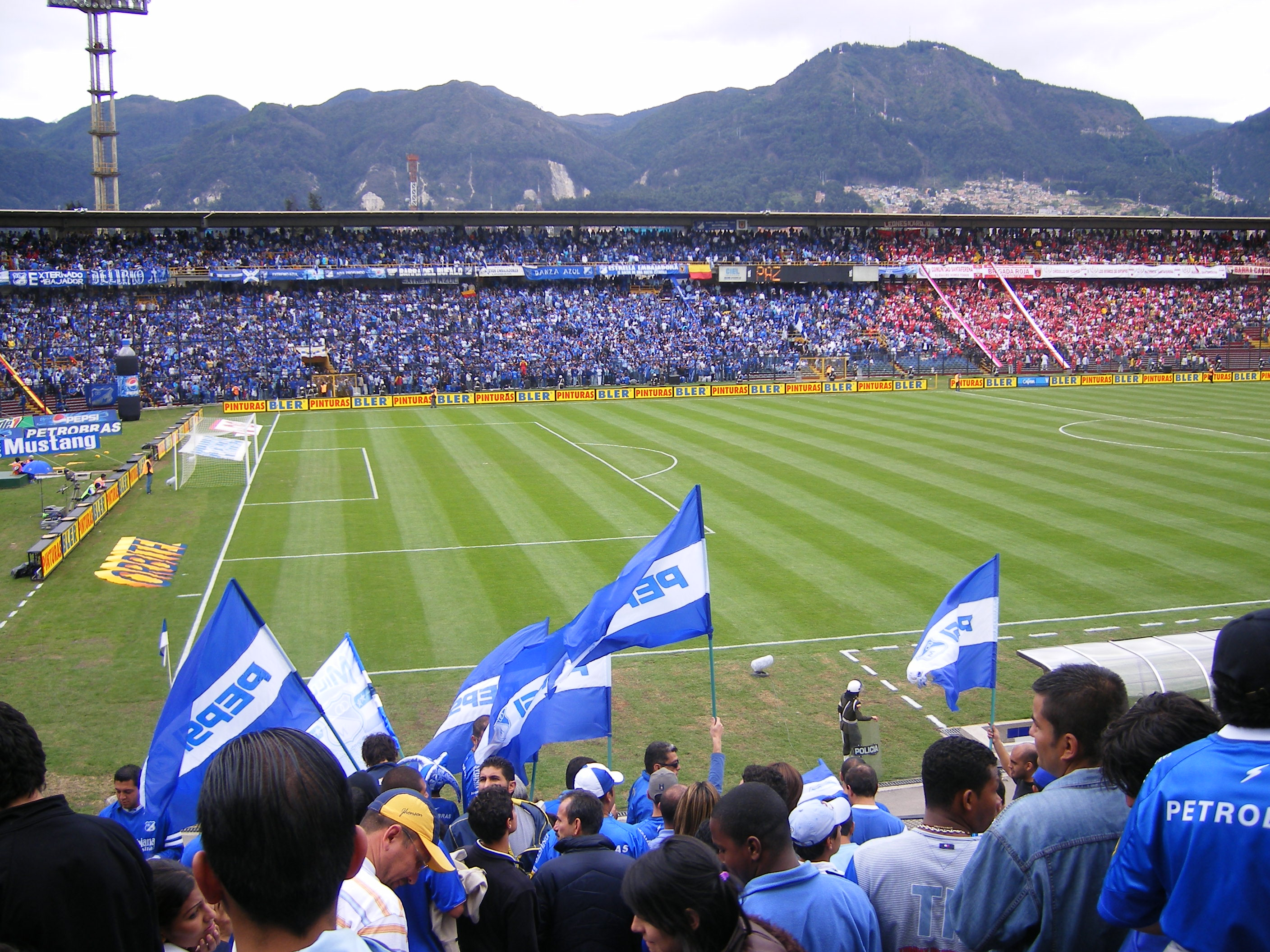
Campin-Stadion

Internationale Bekanntheit hat Bogotá im Bereich Sport in erster Linie mit seinen beiden Fußballklubs Millonarios, vierzehnmaliger kolumbianischer Fußballmeister, und Santa Fe, siebenmaliger Meister, erlangt. Das Heimstadion der beiden Vereine ist das 1938 eröffnete Estadio Nemesio Camacho („El Campín“) mit einer Kapazität von etwa 40.000 Plätzen. Ein weiterer Verein in der ersten Liga ist La Equidad, der seine Heimspiele im Estadio Metropolitano de Techo im Süden der Stadt bestreitet.
Seit 2000 findet Ende Juli bzw. Anfang August der Bogotá-Halbmarathon statt, an dem nicht nur internationale Eliteathleten teilnehmen, sondern auch über 40.000 Volksläufer.
Der in Bogotá geborene Rennfahrer Juan Pablo Montoya hat mit seinen Erfolgen einen internationalen Bekanntheitsgrad erreicht, vor allem in den USA und Deutschland. Er erzielte Erfolge u. a. in den CART Championship Series, den 500 Meilen von Indianapolis in der Formel-1.
Seit 2009 findet alljährlich Anfang Dezember das Finale des Treppenlauf-Weltcups in Bogotá statt.
In den Parks und öffentlichen Sportstätten der Stadt ist die Bevölkerung beim Praktizieren vieler Sportarten zu beobachten, wie beispielsweise Hallenfußball, Volleyball, Basketball oder Skateboarding.

### Ciclovía

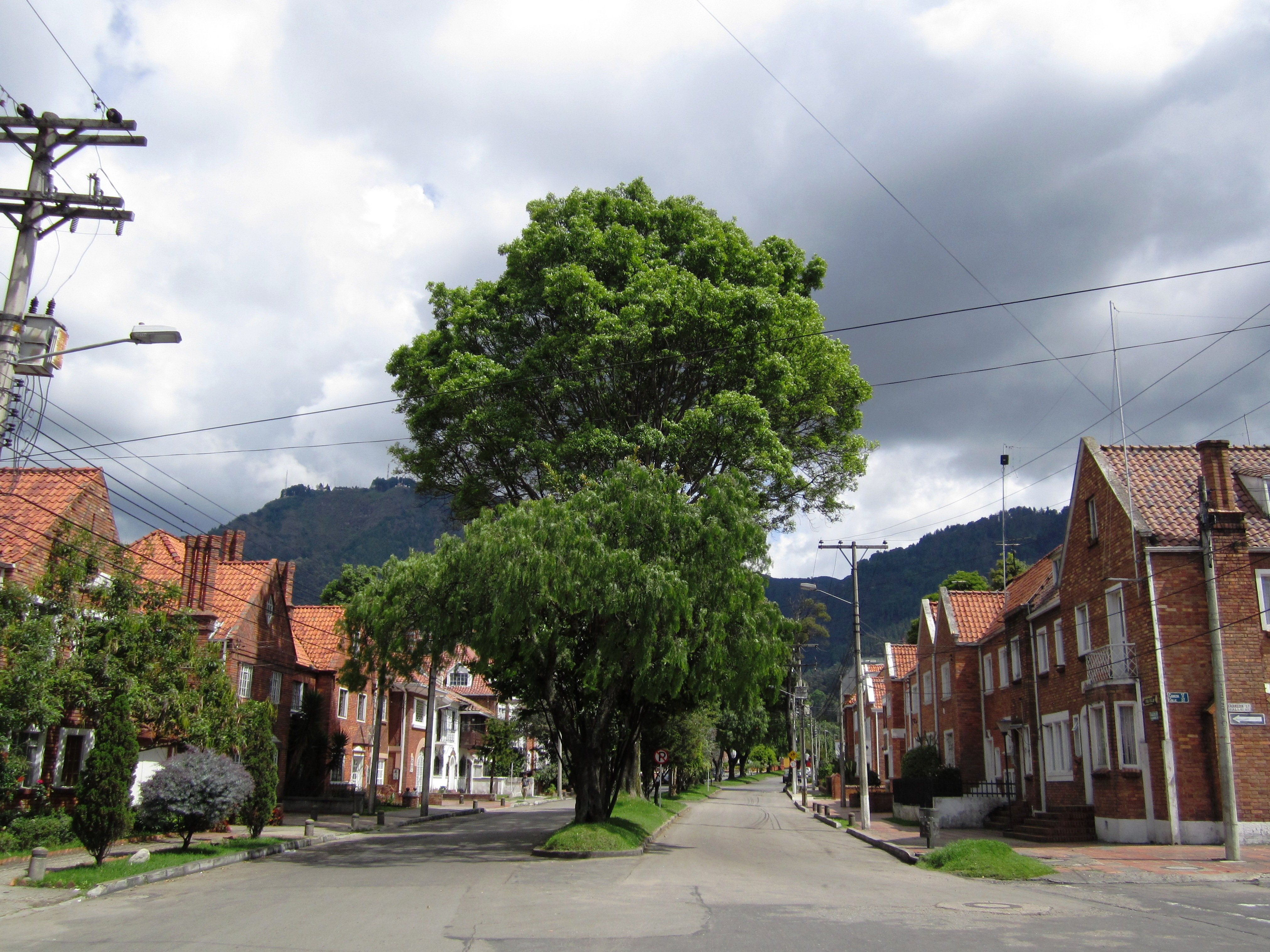
Britische Architektur in Bogotá

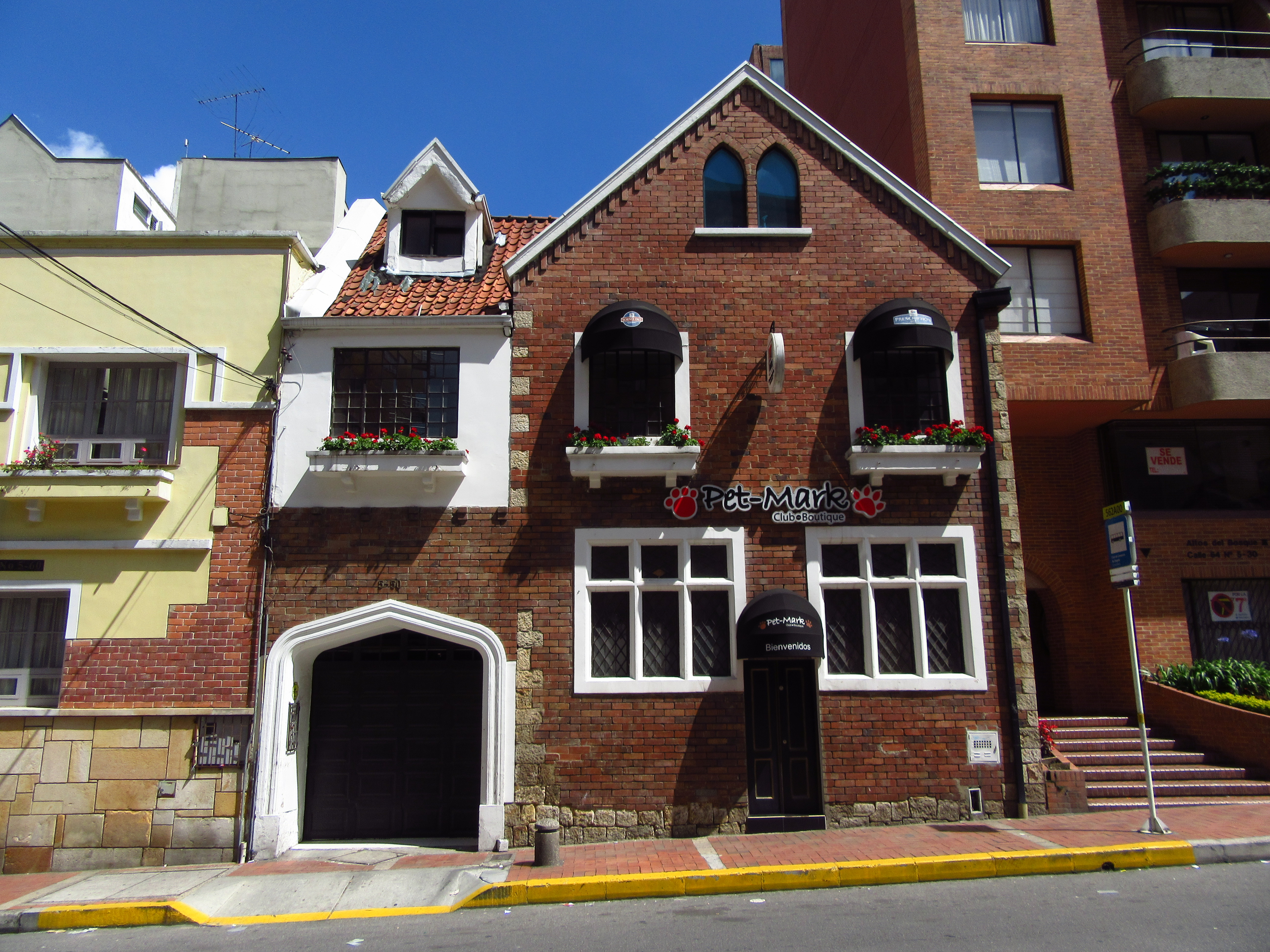
Haus nahe der Innenstadt

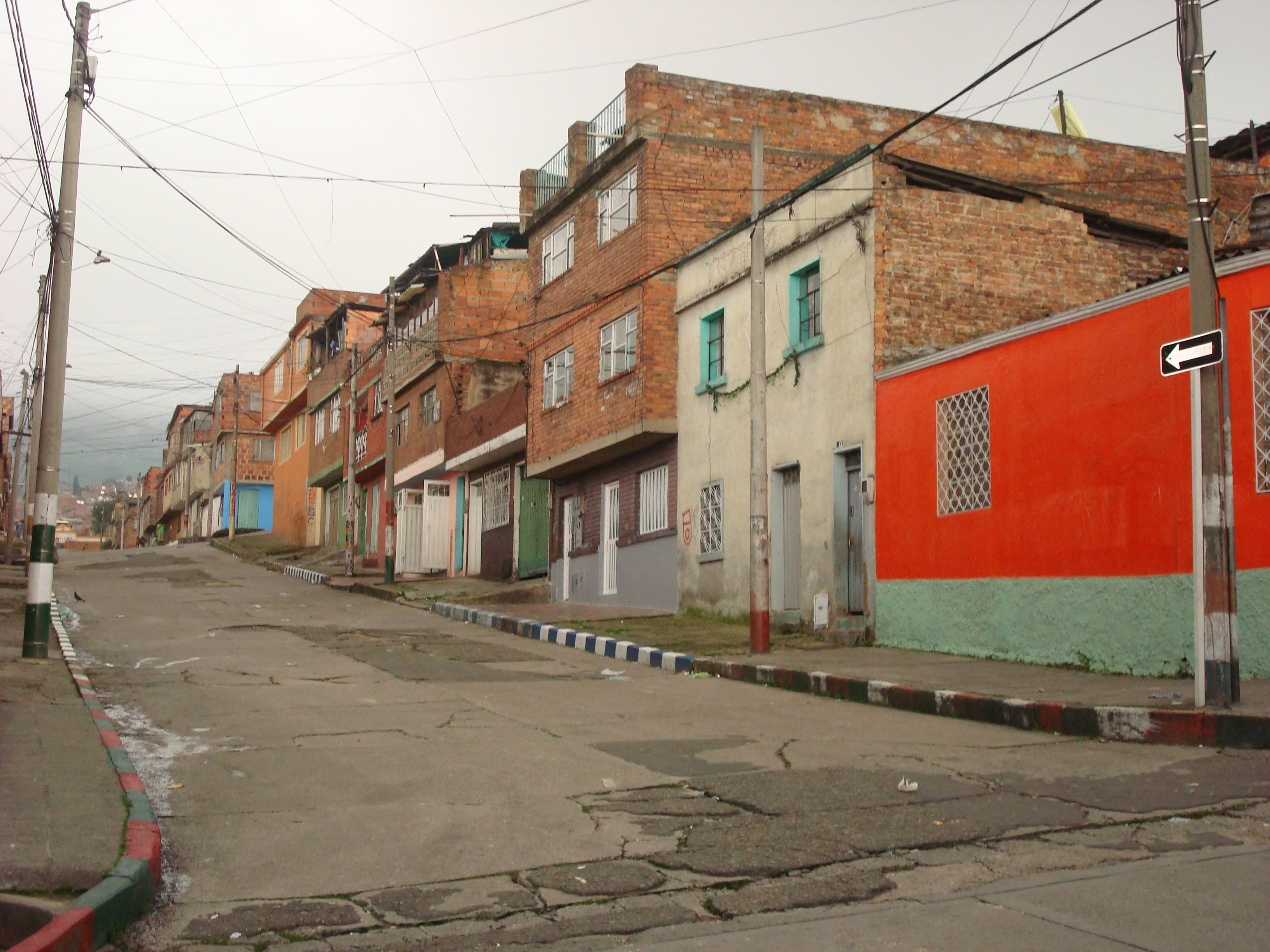
Typische Straße im Süden von Bogotá

Seit 1976 wird von der Stadt an jedem Sonn- und Feiertag eine Ciclovía (spanisch für Fahrradweg) organisiert. Dazu werden von 7:00 bis 14:00 Uhr über 120 km des Straßennetzes in 18 der 20 Stadtteile für den motorisierten Verkehr gesperrt. Jede Woche nehmen über zwei Millionen Menschen zu Fuß, auf dem Fahrrad oder auf Inline-Skates an der Ciclovía teil.
Seit den 1980er Jahren ist die Ciclovía gesetzlich fest verankert, und sie wird von Jahr zu Jahr professioneller organisiert: So werden seit 1995 Wehrpflichtige eingesetzt, um die Kreuzungen zu sichern, ein Großteil der Strecke wird mit Straßenschildern abgesperrt, und für den motorisierten Verkehr werden Umleitungen ausgeschildert. Zusätzlich bietet die Stadt an einigen zentralen Knoten kostenlose Aerobicveranstaltungen und Informationspunkte an. Seit dem 13. August 2006 können die Teilnehmer von 74 öffentlichen Toiletten entlang der Strecke Gebrauch machen. Zusätzlich befinden sich jetzt Tierärzte an einigen der 600 Informationspunkte, an denen auch Getränke und Speisen angeboten werden.

### Regelmäßige Veranstaltungen

#### Festivals

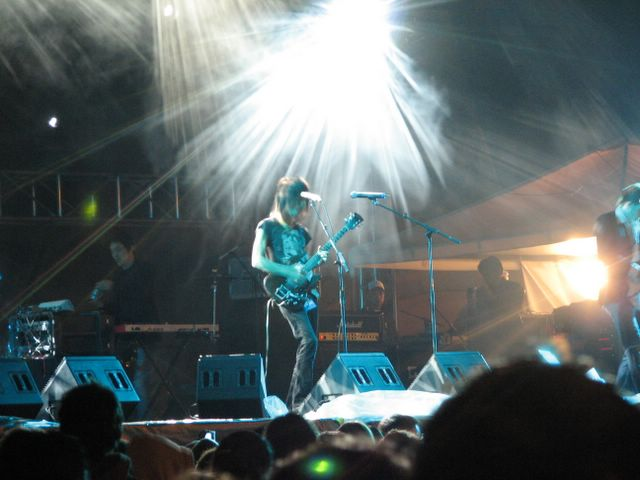
Bogotá – Principal Rock Festival in LA

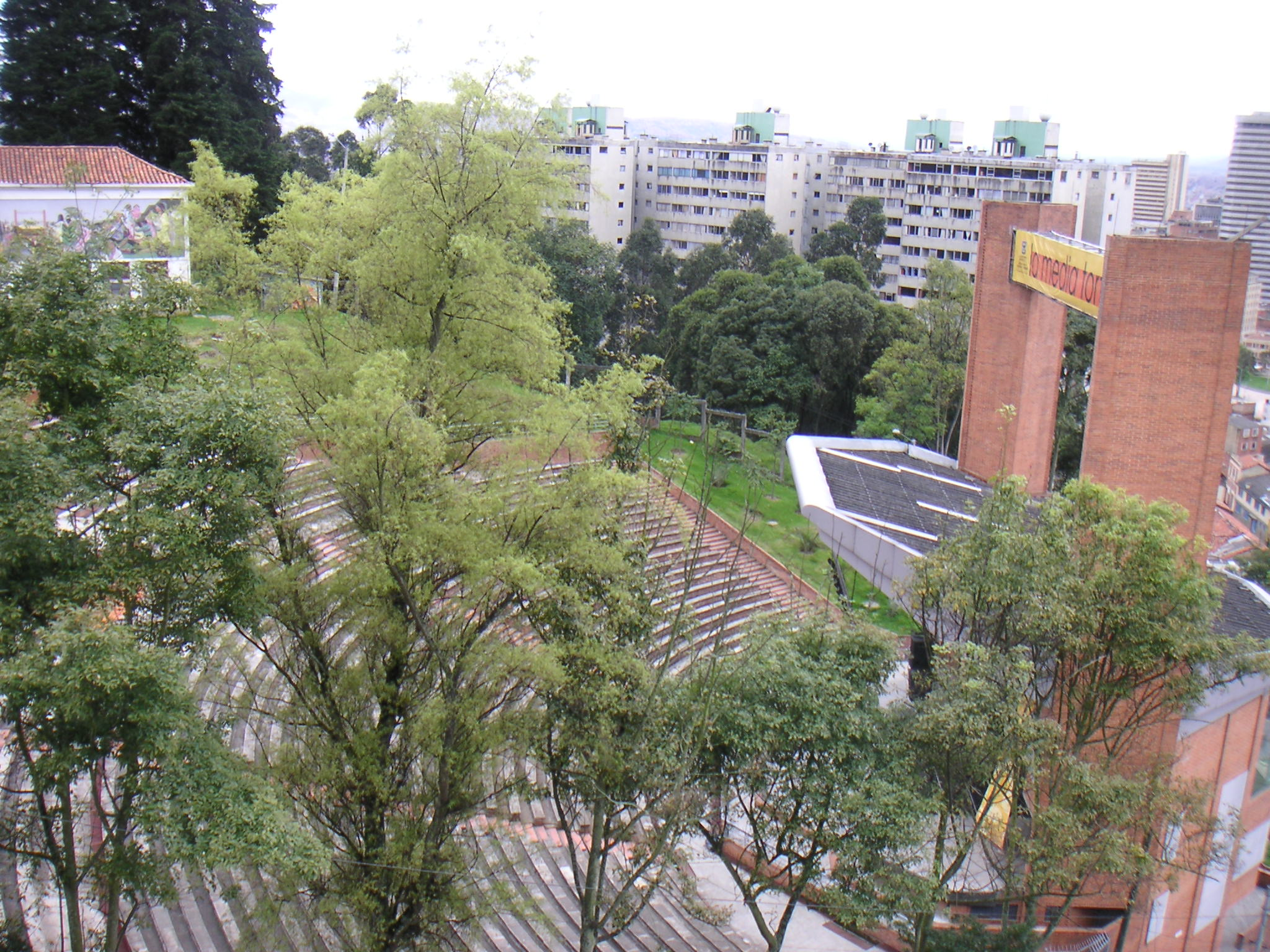
Bühne und Kulturzentrum „La Media Torta“

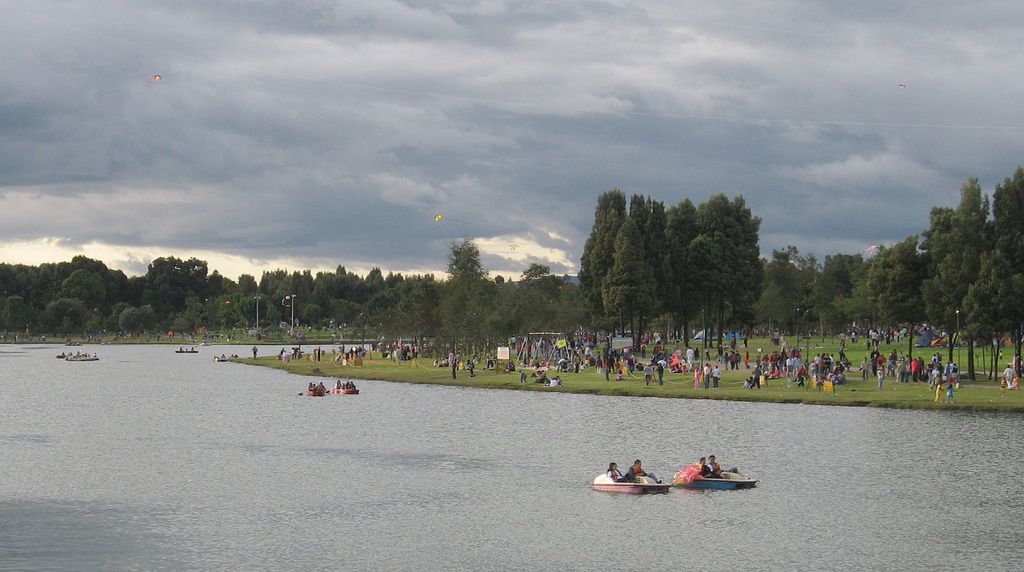
Summer Festival

In der Stadt finden zahlreiche Veranstaltungen statt, unter denen besonders die Folgenden Zuspruch bei den Besuchern finden:
Die Temporada Taurina ist die Stierkampf-Jahreszeit. Sie wird in den Monaten Januar und Februar in der Plaza de Toros La Santamaría (Stierkampfarena) gefeiert. Sie liegt neben dem Park der Unabhängigkeit (Parque de la Independencia). Nach Bogotá kommen zu diesem Anlass die wichtigsten Stierkämpfer aus Lateinamerika und Europa.
Das Festival de Rock al Parque ist ein jährlich stattfindendes Musikfestival. Es gilt weltweit als das größte seiner Art in Spanischer Sprache. Die Genres, die gespielt werden, sind so vielseitig wie die Zuhörer; von Metal, Hardcore, Punk, Ska über Blues und Jazz bis ins Alternative. Es findet in der großen Veranstaltungshalle des Parque Metropolitano Simón Bolívar statt, das bis zu 250.000 Besuchern Platz bietet.
Das Festival de Salsa al Parque findet im Parque Simón Bolívar statt. Die besten Salsaorchester aus New York, Kuba, Puerto Rico, Kolumbien und der Karibik nehmen daran teil.
Das Festival de Jazz al Parque ist ein Jazzfestival, das im September jedes Jahres in den größten Parks und Universitätsgeländen der Stadt stattfindet.
Das Festival Internacional de Cine (seit 1984) ist ein Internationales Filmfestival und wird ebenfalls jährlich veranstaltet. Es war ursprünglich auf kolumbianische Filme spezialisiert und ist heute ein wichtiges internationales Festival für neue Regisseure.
Das Festival Iberoamericano de Teatro ist kulturell eines der wichtigsten Ereignisse der Stadt, zu dem Theatergruppen aus aller Welt einreisen. Es findet jedes zweite Jahr im März oder April statt, sodass es auf die Osterwoche fällt.
Der Carnaval de Bogotá wird jedes Jahr am 6. August zur Feier der Gründung der Stadt veranstaltet.

#### Messen
Ausstellungen und Messen sind fast jede Woche zu finden. Zu den bedeutendsten gehören folgende:
Die Feria Internacional del Libro ist eine Buchmesse, die jedes Jahr auf dem Gelände von Corferias stattfindet.
Die Feria Internacional de Bogotá ist die größte Messe Kolumbiens und dient der Ausstellung von Industrie- und Konsumgütern. Sie öffnet ihre Türen alle zwei Jahre.
Expoartesanías ist eine jährlich öffnende Handarbeitsmesse. Sie ist die wichtigste Messe für das kolumbianische Kunsthandwerk und eine der bedeutendsten in Lateinamerika.

### Kulinarische Spezialitäten

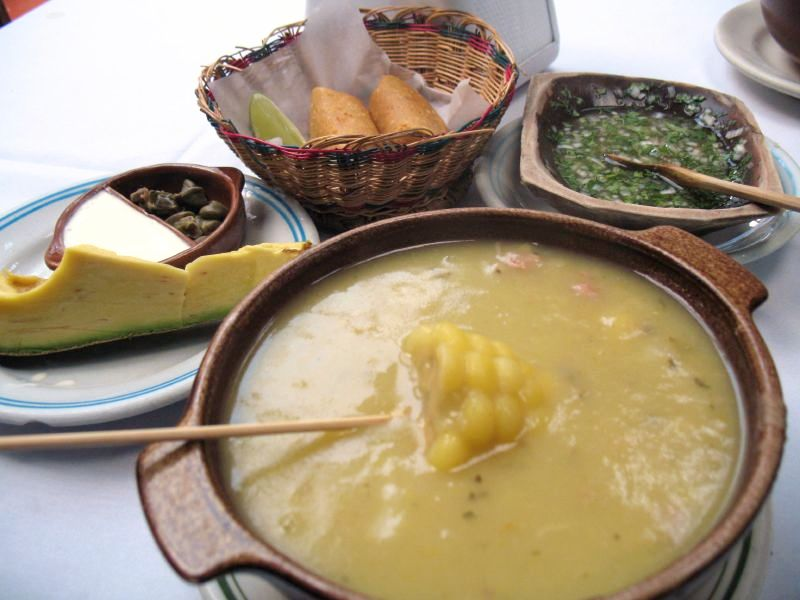
Ajiaco

Eine kulinarische Spezialität der Hauptstadt ist der „Ajiaco Santafereño“. Dabei handelt es sich um eine kräftige Suppe, die aus drei verschiedenen Sorten von Kartoffeln, Hühnerfleisch und Maiskolben besteht und mit Franzosenkraut (Guasca) gewürzt wird. Eine kleine, dottergelbe Kartoffelsorte verkocht dabei komplett. Die Suppe wird mit Kapern und frischer Sahne serviert und mit Avocado und Reis zusammen gegessen. Eine weitere Spezialität der Region ist „Puchero“ – ein Eintopf aus verschiedenen Sorten Fleisch, Kohl, Kartoffeln, Bananen und Kürbis.
Auch Ceviche wird von den Einwohnern der Stadt gern gegessen, ein Gericht in vielen Varianten, meist auf der Basis marinierten, rohen Fisches.

## Wirtschaft und Infrastruktur

### Wirtschaft
Die Stadt ist das wirtschaftliche Zentrum Kolumbiens und für einen bedeutenden Teil der Wirtschaftsleistung des gesamten Landes verantwortlich. Laut einer Studie aus dem Jahr 2014 erwirtschafte der Großraum Bogotá ein Bruttoinlandsprodukt von 159,85 Milliarden US-Dollar in Kaufkraftparität. In der Rangliste der wirtschaftsstärksten Metropolregionen weltweit belegte sie damit den 81. Platz. Das BIP pro Kopf lag bei 15.497 US-Dollar (KKP).

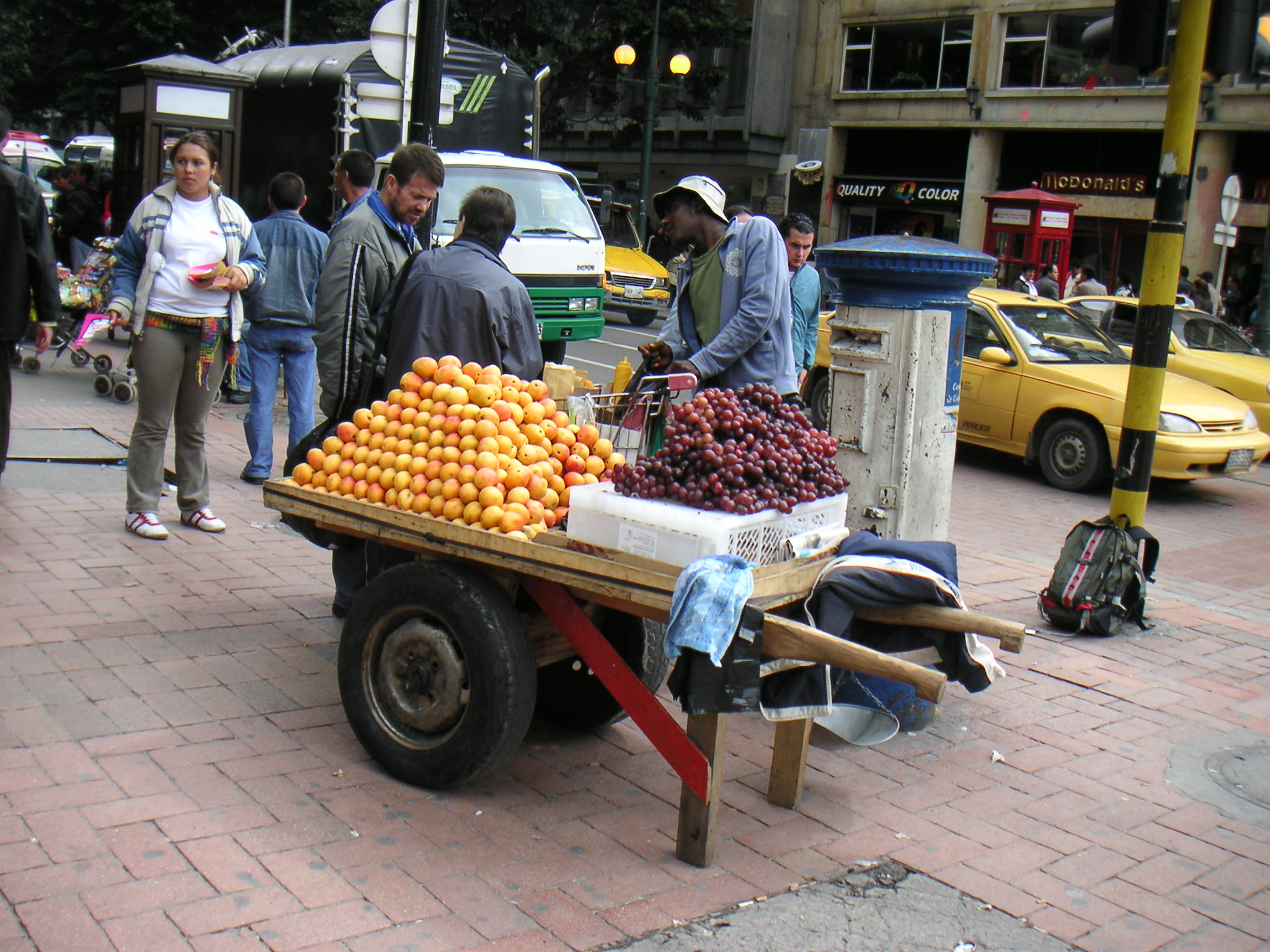
Straßenhandel

Wichtige Industriezweige sind Druck- und Verlagswesen, Textil-, Lebensmittel-, Metall-, Maschinenbau- und Elektroindustrie. Zahlreiche Banken und Unternehmen haben ihren Sitz in Bogotá. Die Stadt beherbergt ungefähr 100.000 Einzelunternehmen in allen Sektoren. Jedes Jahr fließen etwa vier Milliarden US-Dollar Auslandskapital als Investitionen in die Stadt. 24 Prozent des nationalen Exportgutes wird in Bogotá produziert. Über 400 multinationale Unternehmen betreiben aktiv Geschäfte in Bogotá.
Der überwiegende Teil der ausländischen Betriebe in Kolumbien hat sich in der Hauptstadt angesiedelt, in denen sie teilweise ein Monopol besitzen. Das hat zu einer starken Konzentration der Industriebetriebe, insbesondere des Managements sowie der Forschungs- und Vertriebsabteilungen in Bogotá geführt. Auch die regionalen Verflechtungen der Industrie werden überwiegend von der Hauptstadt aus bestimmt, so dass der Ballungsraum ein ausgeprägtes Zentrum-Peripherie-Verhältnis aufweist.
Probleme bereiten die hohe Luftverschmutzung durch den Schadstoffausstoß der Industriebetriebe und die Abgase der Kraftfahrzeuge (hohe Ozon- und Kohlenmonoxidwerte) sowie die Verkehrsdichte. In der Industrie, die sich im Ballungsgebiet von Bogotá konzentriert, bestehen nur unzureichende Entsorgungs- und Reinigungskapazitäten für Abwasser, Abgas und Abfälle. Vor allem die Bevölkerung in den Slumsiedlungen am südlichen und westlichen Stadtrand ist durch Infektionserkrankungen wie Cholera, Diarrhöe und Typhus gefährdet, die durch unzureichende hygienische Verhältnisse verbreitet werden. Dazu kommen Atemwegs- und Hauterkrankungen aufgrund der giftigen Emissionen der zahlreichen Industriebetriebe und des Autoverkehrs.
Mit dem Messegelände Corferias, im Stadtbezirk Teusaquillo im Zentrum, verfügt Bogotá über eines der größten Messegelände Südamerikas. Höhepunkt ist die internationale Messe, die jährlich Anfang Oktober stattfindet.
In Bogota befindet sich auch die Wertpapierbörse des Landes, welche als Bolsa de Valores de Colombia bekannt ist.

### Lebensqualität
In einer Studie der Globalization and World Cities Research Group (GaWC) an der englischen Loughborough University landete Bogotá 2008 in der Kategorie Beta+ der Weltstädte zusammen mit Barcelona, Washington D.C., Los Angeles, Johannesburg, Helsinki, Berlin, Dubai, Oslo, Kopenhagen, Hamburg und Kairo.
Die GaWC listete Weltstädte im wirtschaftlichen Sinne anhand ihrer Bedeutung für gehobene unternehmensbezogene Dienstleistungen (advanced producer services), nämlich Buchhaltung, Werbung, Bankwesen und Anwaltskanzleien, auf. Neben ökonomischen wurden nun auch in begrenztem Maße kulturelle, politische und soziale Kriterien berücksichtigt.
In einer Rangliste der Städte nach ihrer Lebensqualität belegte Bogotá im Jahre 2018 den 128. Platz unter 231 untersuchten Städten weltweit. Im Vergleich mit anderen lateinamerikanischen Hauptstädten lag es hinter Montevideo (Platz 77), Buenos Aires (Platz 91), Santiago de Chile (Platz 92), Brasília (Platz 108) und Lima (Platz 124) aber noch vor Mexiko-Stadt (Platz 129) und Caracas (Platz 193).

### Verkehr

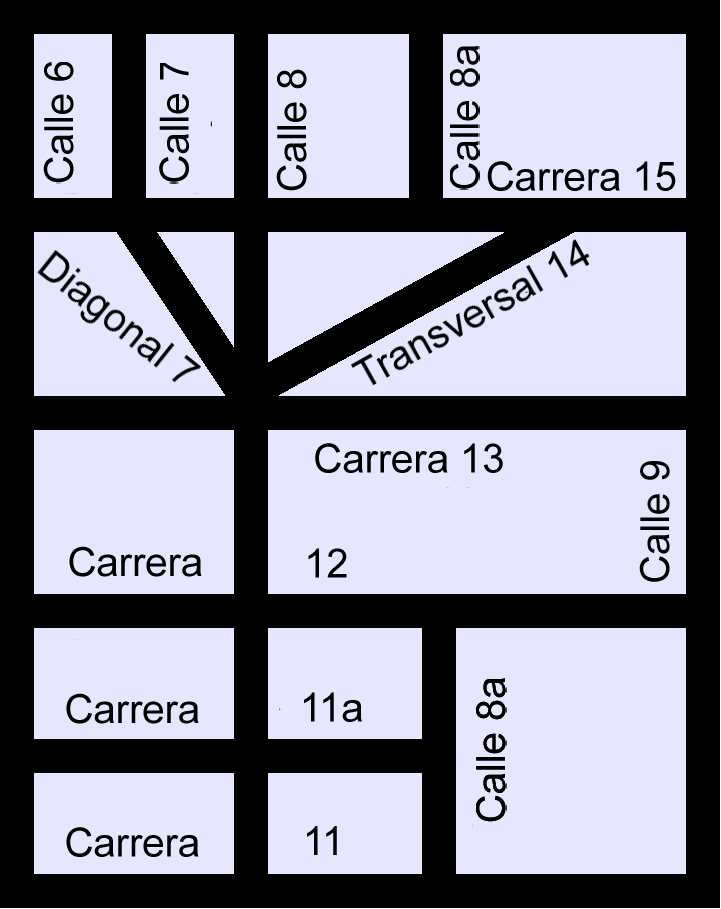
Straßen werden nach calles und carreras nummeriert

Zahlreiche Straßen, darunter die Panamericana, verbinden die Stadt mit anderen Großstädten. Bogotá ist schachbrettartig aufgeteilt. Die Straßen sind nach „carreras“ und „calles“ nummeriert, wobei einige der großen Umgehungs- und Hauptverkehrsstraßen auch einen Namen tragen (wie beispielsweise Carrera 14 – Avenida Caracas).
In der Stadt existiert kein schienengebundenes Verkehrssystem. Hauptlast des öffentlichen Verkehrs trägt ein gesondertes Netz an Busstraßen, auf denen im dichten Takt die Busse des Systems TransMilenio verkehren. Kern des Konzeptes ist ein Bus Rapid Transit. Den Großraumbussen stehen eigene Fahrspuren zur Verfügung, und es gibt – im Gegensatz zum sonstigen Busverkehr in Bogotá – klar definierte Haltestellen. Zubringer-Busse verbinden die Außenbezirke Bogotás mit den TransMilenio-Haltestellen, ebenso die 2018 eröffnete Seilbahn TransMiCable.
Die erste Linie der Metro Bogotá soll nach derzeitigen Planungen 2028 eröffnet werden. Ebenso soll ab 2024 der Vorortbahnverkehr wiederaufgenommen werden.
Die erste Pferdestraßenbahn fuhr am 25. Dezember 1884 in Bogotá, die erste elektrische Straßenbahn am 7. März 1910. Nachdem viele Straßenbahnen und die Infrastruktur des Netzes während den gewaltvollen Protesten nach der Ermordung von Jorge Eliécer Gaitán zerstört wurden, wurde der Betrieb am 30. Juni 1951 eingestellt. Trolleybusse verkehrten zwischen dem 12. April 1948 und 15. August 1991 in der Stadt.
Weitere Teile des TransMilenio-Verkehrskonzeptes sind ein neu angelegtes Netz von Fahrradwegen (ciclorutas), neue Grünanlagen und Fußgängerzonen im Stadtgebiet und der zweimal jährlich stattfindende Tag ohne Auto. Die Fahrradwege sind in Bogotá seit dessen Einführung etwa 1996 durch den ehemaligen Bürgermeister Antanas Mockus mit einer Länge von 303 Kilometern zu einem der größten Fahrradwegnetzwerke der Welt mit 550 Kilometern Länge (Juli 2020) gewachsen. Diese Wege erstrecken sich vom Norden der Stadt (170. Straße) bis zum Süden (27. Straße) und von Monserrate im Osten bis zum Fluss Bogotá im Westen.
Rund 15 Kilometer nordwestlich der Stadt befindet sich der Flughafen Bogotá, der von einer Vielzahl von direkten Linienflügen bedient wird.

### Bildung

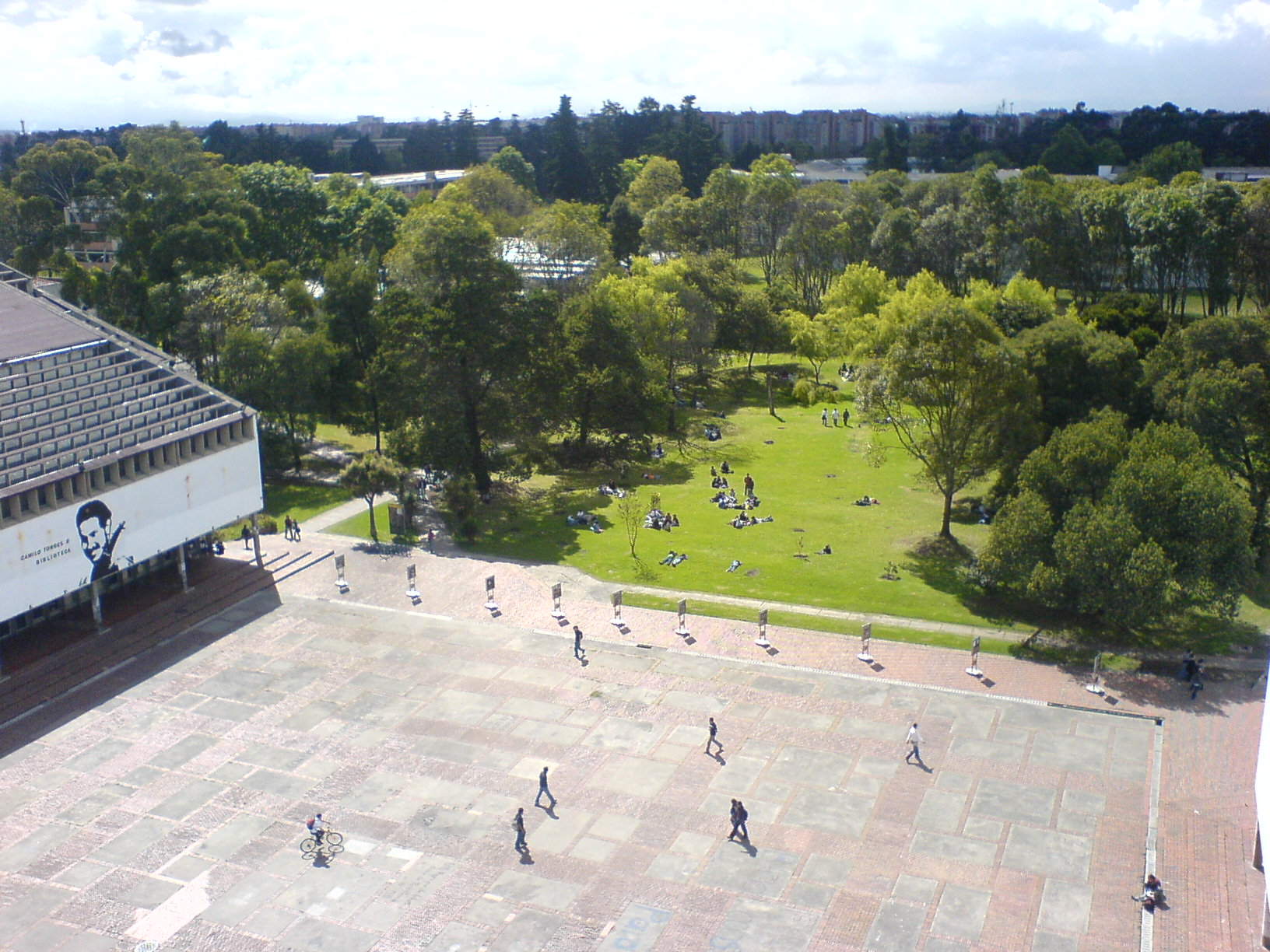
Plaza Ché in der Universidad Nacional (Bogotá)

Bogotá ist das Bildungszentrum des Landes und beheimatet mehrere Universitäten von Rang wie die Universidad Nacional de Colombia, Universidad del Rosario, Universidad Externado de Colombia, Päpstliche Universität Xaveriana, Universidad de los Andes, und viele andere Bildungseinrichtungen und Bibliotheken. Im Palacio de San Carlos wurde von den Jesuiten 1777 die erste öffentliche Bibliothek Amerikas eröffnet.
Die Universidad Nacional de Colombia ist die erste öffentliche und staatliche Universität Kolumbiens. Sie wurde am 22. September 1867 mit sechs Studiengängen gegründet. Zwischen 1903 und 1940 wurden weitere 20 Studiengänge hinzugefügt und 1967 die ersten Master-Studiengänge angeboten; 1986 vergab die Universität ihre ersten Doktortitel.
Außerdem sind folgende Universitäten in Bogotá angesiedelt: Universidad de los Andes, Päpstliche Universität Xaveriana, Universidad Santo Tomás, Universidad de la Sabana (Opus Dei), Universidad Distrital, Universidad Autónoma de Colombia, Universidad Pedagógica Nacional, Escuela Colombiana de Ingeniería, Universidad Central de Colombia, Universidad La Gran Colombia, Universidad Libre und Universidad Jorge Tadeo Lozano. Sowohl in der Geschichtlichkeit ist das Colegio Mayor de San Bartolomé, aus dem Jahre 1604 AD, das älteste Gymnasium in Kolumbien, Geburtsort der Universidad Nacional de Colombia und Alma Mater von mehreren nationalen Führer Francisco de Paula Santander, Antonio Nariño und Camilo Torres.
Die Universitäten werden sowohl vom Staat als auch privat betrieben. Technische Abschlüsse werden nach drei Jahren, Graduierte (vergleichbar mit Bachelor) nach vier und Diplome nach fünf Jahren vergeben. Ergänzend werden Master- und Doktortitel, letztere nur durch staatlich anerkannte Institutionen, angeboten.
Die deutsche Sprache wird sowohl am Goethe-Institut als auch in der deutschen Schule Colegio Andino und der Schweizer Schule Colegio Helvetia gelehrt. Auch in zahlreichen Universitäten und privaten Sprachschulen wird die deutsche Sprache angeboten.
Bogotá wurde von der UNESCO zur „Welthauptstadt des Buches 2007“ gewählt und bot in diesem Jahr ein umfassendes Kulturprogramm rund um das Thema Buch, kreative Aktivitäten und eine rege Beteiligung öffentlicher und privater Akteure des Buchsektors.

## Persönlichkeiten
Zu den Söhnen und Töchtern der Stadt Bogotá gehören unter anderem folgende Persönlichkeiten:
Politiker
- Antonio Nariño (1765–1824), Politiker
- Jorge Eliécer Gaitán (1903–1948), Politiker und Anwalt
- Alberto Lleras Camargo (1906–1990), Politiker und zweimaliger Präsident Kolumbiens (1945–1946 und 1958–1962)
- Carlos Lleras Restrepo (1908–1994), Politiker und von 1966 bis 1970 Präsident Kolumbiens
- Julio César Turbay Ayala (1916–2005), Politiker und von 1978 bis 1982 Präsident Kolumbiens
- Ernesto Samper (* 1950), Politiker und von 1994 bis 1998 Präsident Kolumbiens
- Juan Manuel Santos (* 1951), Politiker und von 2010 bis 2018 Präsident Kolumbiens
- Antanas Mockus (* 1952), Philosoph, Mathematiker und Politiker sowie ehemaliger Bürgermeister von Bogotá
- Andrés Pastrana (* 1954), Politiker und von 1998 bis 2002 Präsident Kolumbiens
- Laura Sarabia (* 1994), Politikerin

Sportler
- Patty Dodd (* 1963), Volleyball- und Beachvolleyballspielerin
- Fred Rodriguez (* 1973), US-amerikanischer Profi-Radrennfahrer
- Juan Pablo Montoya (* 1975), Formel-1-Rennfahrer
- Andrés Chitiva (* 1979), Fußballspieler
- Andrea Galindo (* 1982), Beachvolleyballspielerin
- Mariana Duque Mariño (* 1989), Tennisspielerin
- Oriánica Velásquez (* 1989), Fußballspielerin
- Esteban Chaves (* 1990), Radrennfahrer
- Sebastián Saavedra (* 1990), Autorennfahrer
- Carlos Huertas (* 1991), Autorennfahrer
- Liana Salazar (* 1992), Fußballspielerin
- Egan Bernal (* 1997), Radrennfahrer
- Ivonne Chacón (* 1997), Fußballspielerin
- Juan José Perea (* 2000), Fußballspieler
- Éder Balanta (* 2001), Fußballspieler
- Vicente Besuijen (* 2001), niederländischer Fußballspieler
- Jerson Lagos (* 2002), kolumbianisch-neuseeländischer Fußballspieler
- María Camila Reyes (* 2002), Fußballspielerin

Schauspieler
- John Leguizamo (* 1964), Schauspieler und Komiker
- Nicolas Buitrago (* 1977), Schauspieler und Synchronsprecher
- Catalina Sandino Moreno (* 1981), Schauspielerin

Musiker
- Honorio Alarcón (1859–1920), Pianist
- José Joaquín Guarín (1825–1854), Komponist
- Santos Cifuentes (1870–1932), Komponist
- Elia und Elizabeth Fleta, Schwestern und Pop-Duo
- Guillermo Uribe Holguín (1880–1971), Komponist
- Rafael Puyana Michelsen (1931–2013), Cembalist
- Andrea Echeverri (* 1965), Sängerin
- Daniel Zamudio (1887–1952), Komponist

Schriftsteller
- Rafael Pombo (1833–1912), Schriftsteller und Diplomat
- Antonio Álvarez Lleras (1892–1956), Dramatiker
- Andrés Holguín (1918–1989), Lyriker, Übersetzer und Literaturkritiker
- Álvaro Mutis (1923–2013), Schriftsteller

Wissenschaftler
- José Ignacio Borrero (1921–2004), Ornithologe
- Julio Garavito Armero (1865–1920), Astronom
- Walter Stühmer (* 1948), Physiker